# Elecciones regionales de Colombia de 2015
Las elecciones regionales de Colombia de 2015 se llevaron a cabo el 25 de octubre de 2015, con el fin de elegir los cargos de Gobernadores para los 32 departamentos, Diputados de las Asambleas Departamentales, Alcaldes de 1099 municipios, Concejales municipales y Ediles de las Juntas Administradoras Locales del territorio nacional.

## Resultados de las elecciones
El censo electoral fue de 33.747.062 votantes, pero en el conteo del día de las elecciones, el Censo fue de 33.792.602. De acuerdo a la información de la prensa colombiana, había 33.800.000 registrados para votar por alcaldías y 28.300.000 registrados para votar por gobernadores. Votaron 20.089.321 para alcaldes y 17.196.021 para gobernadores. La participación fue de 59,31% en la elección de alcaldes y 60,28% en la elección de gobernadores.
Muchos funcionarios públicos renunciaron antes del 25 de octubre de 2014, un año antes de llevarse a cabo las elecciones para no quedar inhabilitados. Entre los casos más renombrados están los del representante Yahir Acuña, quien ha manifestado su interés de aspirar a la gobernación del departamento de Sucre, para lo cual renunció a su curul en octubre de 2014; y el senador Eugenio Prieto Soto, quien renunció a su cargo el 16 de diciembre de 2014 para aspirar a la Alcaldía de Medellín o a la Gobernación de Antioquia.
Por otra parte, las pasadas elecciones regionales de 2015 representaron una plataforma de producción de apoyos territoriales esenciales tanto para un eventual referendo de ratificación del proceso de paz de La Habana como para las próximas elecciones presidenciales y legislativas de 2018.
En las elecciones a las Gobernaciones departamentales de Colombia, se observa que el vínculo político de la población en algunos departamentos, entre ellos los que presentan una importante porción de población rural, y los partidos o facciones asociadas al bipartidismo tradicional, sigue estando vigente en Colombia y constituye un factor reductor de los niveles de fragmentación del sistema, en una arena electoral donde proliferan las dinámicas asociadas al personalismo político.
Un año antes de realizarse las elecciones, los principales medios de comunicación comenzaron a sondear la opinión de los ciudadanos para mostrar las tendencias en los precandidatos más renombrados en las principales ciudades del país.

### Departamentos
: Gobernador elegido.
| Departamento        | Candidato                               | Partido                                      | Votos   | %      |
| ------------------- | --------------------------------------- | -------------------------------------------- | ------- | ------ |
| Amazonas            | Manuel Antonio Carebilla Cuellar        | Partido Cambio Radical                       | 8.563   | 34.76% |
| Amazonas            | Harold Augusto Valencia Infante         | Partido Alianza Social                       | 6.083   | 24,69% |
| Amazonas            | Jhon Carlos Palomares Babilonia         | Partido Liberal Colombiano                   | 5.355   | 21,74% |
| Amazonas            | Jhon Álex Benjumea Moreno               | Partido Conservador Colombiano               | 1.384   | 5.61%  |
| Antioquia (Ver más) | Luis Pérez Gutiérrez                    | Partido Liberal-Cambio Radical               | 819.389 | 39.51% |
| Antioquia (Ver más) | Andrés Felipe Guerra Hoyos              | Partido Centro Democrático                   | 613.075 | 29.56% |
| Antioquia (Ver más) | Federico Restrepo Posada                | Compromiso Por Antioquia                     | 401.968 | 19.38% |
| Arauca              | Ricardo Alvarado Bestene                | Partido de Unidad Nacional-Cambio Radical    | 46.541  | 48.33% |
| Arauca              | Hernando Posso Parales                  | Partido Liberal Colombiano                   | 33.007  | 34.15% |
| Arauca              | Carmen Sirenia Saray Tovar              | Partido Centro Democrático                   | 9.553   | 9.94%  |
| Atlántico           | Eduardo Ignacio Verano De La Rosa       | Partido Liberal Colombiano                   | 350.114 | 38.21% |
| Atlántico           | Alfredo Esteban Varela De La Rosa       | Partido Alianza Verde-Unidad Nacional        | 343.291 | 37.47% |
| Atlántico           | Juan Alberto García Estrada             | Firme Con Juan A La Gobernación              | 123,625 | 13.49% |
| Bolívar             | Dumek José Turbay Paz                   | Partido Liberal Colombiano                   | 414,260 | 54.38% |
| Bolívar             | Yolanda Wong Baldiris                   | Partido de Unidad Nacional                   | 280,418 | 36.81% |
| Bolívar             | Comité Promotor Voto En Blanco          | Polo Democrático Alternativo                 | 9,169   | 1.20%  |
| Boyacá              | Carlos Andrés Amaya                     | Partidos Liberal-Alianza Verde               | 235,445 | 39.81% |
| Boyacá              | Osman Hipólito Roa Sarmiento            | Partido Cambio Radical                       | 166,405 | 28.13% |
| Boyacá              | César Pachon Achury                     | Movimiento Alternativo Indígena              | 97,236  | 16.44% |
| Caldas              | Guido Echeverri Piedrahíta              | Partido de Unidad Nacional-Cambio Radical    | 197,520 | 49.58% |
| Caldas              | Jorge Hernan Mesa Botero                | Partido Liberal Colombiano                   | 88,629  | 22.24% |
| Caldas              | Carlos Uriel Naranjo Vélez              | Partido Conservador                          | 63,391  | 15.91% |
| Caqueta             | Álvaro Pacheco Álvarez                  | Partido Liberal Colombiano                   | 42,056  | 29.39% |
| Caqueta             | Arnulfo Gasca Trujillo                  | Partido Conservador Colombiano               | 37,257  | 26.04% |
| Caqueta             | Luis Antonio Ruiz Cicery                | Partido Alianza Verde                        | 36,715  | 25.66% |
| Casanare            | Josue Alirio Barrera Rodríguez          | Partido Centro Democrático                   | 85,500  | 46.17% |
| Casanare            | Héctor Julio Ramos Prieto               | Partido Cambio Radical                       | 52,947  | 28.59% |
| Casanare            | Lilian Fernanda Salcedo Restrepo        | Partidos Liberal                             | 36,715  | 25.66% |
| Cauca               | Oscar Rodrigo Campo Hurtado             | Partidos Liberal-Cambio Radical              | 207,656 | 42.80% |
| Cauca               | Carlos Felipe Muñoz Bolaños             | Partidos Conservador-Unidad Nacional         | 161,983 | 33.39% |
| Cauca               | Gilberto Muñoz Coronado                 | Polo Democrático Alternativo                 | 55,809  | 11.50% |
| Cauca               | Leonardo Alfonso Barrero Gordillo       | Partido Centro Democrático                   | 24.820  | 5,15%  |
| Cesar (Ver más)     | Francisco Fernando Ovalle Angarita      | Partido de Unidad Nacional                   | 238,872 | 54.45% |
| Cesar (Ver más)     | Arturo Calderón Rivadeneira             | Partidos Liberal-Centro Democrático          | 178,164 | 40.61% |
| Cesar (Ver más)     | Imelda Daza Cotes                       | Partidos Alianza Verde                       | 8,300   | 1.89%  |
| Chocó               | Jhoany Carlos Alberto Palacios Mosquera | Partido Liberal Colombiano-Unidad Nacional   | 58.511  | 40,02% |
| Chocó               | Aman Alirio Asprilla Mosquera           | Partido Conservador-Cambio Radical           | 40.814  | 27,91% |
| Chocó               | Nigeria Renteria Lozano                 | Partido Alianza Social                       | 38.720  | 26,48% |
| Córdoba             | Edwin José Besaile Fayad                | Partidos Liberal-Unidad Nacional             | 345,748 | 49.56% |
| Córdoba             | Carlos David Gómez Espitia              | Partido Cambio Radical                       | 296,753 | 42.54% |
| Córdoba             | Nicolás Reinel Picon Barrera            | Alianza Verde                                | 15,287  | 2.19%  |
| Cundinamarca        | Jorge Emilio Rey Ángel                  | Partido Cambio Radical-Unidad Nacional       | 545.201 | 53,29% |
| Cundinamarca        | Nancy Patricia Gutiérrez Castañeda      | Partidos Conservador-Centro Democrático      | 360.813 | 35,26% |
| Cundinamarca        | Rafael Antonio Ballen Molina            | Partido Polo Democrático                     | 25.956  | 2,53%  |
| Guainía             | Javier Eliecer Zapata Parrado           | Partidos Liberal y Cambio Radical            | 5.453   | 37,70% |
| Guainía             | Alipio Horacio Medina                   | Partido Alianza Independiente                | 4.444   | 30,72% |
| Guainía             | Anatolio Hernández Lozano               | Partidos Conservador y Centro Democrático    | 4.035   | 27,90% |
| Guaviare            | Nebio De Jesús Echeverry Cadavid        | Partido Autoridades Indígenas                | 12.972  | 38,93% |
| Guaviare            | Yeyson Efraín Pineda                    | Partidos Cambio Radical                      | 8.602   | 25,81% |
| Guaviare            | Santos María Suárez Melo                | Partido Liberal Colombiano                   | 5.479   | 16,44% |
| Guaviare            | Constantino Rodríguez Calvo             | Partidos Conservador y Centro Democrático    | 4.672   | 14,02% |
| Huila               | Carlos Julio González Villa             | Partido Cambio Radical                       | 214.134 | 46,35% |
| Huila               | Carlos Ramiro Chavarro Cuellar          | Partidos Conservador y Liberal               | 137.600 | 29,78% |
| Huila               | Rigoberto Ciceri Arrigui                | Partido Centro Democrático                   | 42.470  | 9,19%  |
| La Guajira          | Oneida Rayeth Pinto Pérez               | Partido Cambio Radical                       | 182.482 | 65,93% |
| La Guajira          | Ovidio Mejia Marulanda                  | Partido de Unidad Nacional                   | 72.568  | 26,22% |
| Magdalena           | Rosa Cotes de Zúñiga                    | Partido Cambio Radical                       | 296.829 | 59,63% |
| Magdalena           | Joaquín José Vives Pérez                | Partido Liberal Colombiano                   | 119.560 | 24,02% |
| Magdalena           | Jorge Luis López Aguilar                | Partido Centro Democrático                   | 46.510  | 9,34%  |
| Meta                | Claudia Marcela Amaya García            | Partidos Liberal y Alianza Verde             | 125.233 | 29,86% |
| Meta                | Hernan Alexis Gómez Niño                | Partido Centro Democrático                   | 113.892 | 27,16% |
| Meta                | Luis Carlos Efraín Torres Rueda         | Partido de Unidad Nacional                   | 87.759  | 20,93% |
| Meta                | Darío Vásquez Sánchez                   | Partido Cambio Radical                       | 69.668  | 16,61% |
| Nariño              | Camilo Ernesto Romero Galeano           | Somos Nariño                                 | 331.394 | 52,57% |
| Nariño              | Jhon Alexander Rojas Cabrera            | Partido de Unidad Nacional                   | 213.329 | 33,84% |
| Nariño              | Afranio Rodríguez                       | Partido Polo Democrático Alternativo         | 23.425  | 3,71%  |
| Norte de San.       | William Villamizar Laguado              | Partidos Liberal-Unidad Nacional             | 234.912 | 41,18% |
| Norte de San.       | Juan Carlos García Herreros Cabrera     | Partido Conservador Colombiano               | 142.114 | 24,91% |
| Norte de San.       | Milla Patricia Romero Soto              | Partido Centro Democrático                   | 78.361  | 13,73% |
| Putumayo            | Sorrel Parisa Aroca Rodríguez           | Alianza Verde-Unidad Nacional-Cambio Radical | 53.816  | 45,32% |
| Putumayo            | Jorge Eliecer Coral Rivas               | Partido Conservador Colombiano               | 32.847  | 27,66% |
| Putumayo            | Reinaldo Velásquez Ramírez              | Partido Liberal Colombiano                   | 28.372  | 23,89% |
| Quindío             | Carlos Eduardo Osorio Buritica          | Partidos Liberal y Conservador               | 126.803 | 50,45% |
| Quindío             | Sandra Milena Gómez Fajardo             | Partidos Cambio Radical y de la U.           | 103.917 | 41,34% |
| Quindío             | Néstor Daniel García Colorado           | Partido Alianza Verde                        | 3.548   | 1,41%  |
| Risaralda           | Sigifredo Salazar Osorio                | Partido Conservador Colombiano               | 185.138 | 47,73% |
| Risaralda           | Víctor Manuel Tamayo Vargas             | Partido Cambio Radical                       | 147.681 | 38,07% |
| Risaralda           | Luz Yasmid López Vélez                  | Polo Democrático Alternativo                 | 18.584  | 4,79%  |
| San Andrés          | Ronald Housni Jaller                    | Partido Liberal-Unidad Nacional              | 6.626   | 27,28% |
| San Andrés          | Jorge Méndez Hernández                  | Partido Cambio Radical                       | 5.697   | 23,45% |
| San Andrés          | Everth Julio Hawkins Sjogreen           | Partido Opción Ciudadana                     | 5.415   | 22,29% |
| Santander           | Didier Alberto Tavera Amado             | Partido Liberal-Unidad Nacional              | 313.119 | 31,61% |
| Santander           | Pedro Leonidas Gómez Gómez              | Partido Dignidad Santandereana               | 231.254 | 23,35% |
| Santander           | Holger Horacio Díaz Hernández           | Partido de Unidad Nacional                   | 212.914 | 21,49% |
| Sucre               | Edgar Enrique Martínez Romero           | Partido Cambio Radical                       | 207.383 | 48,89% |
| Sucre               | Milene Jarava Díaz                      | Partido Opción Ciudadana                     | 185.577 | 43,75% |
| Sucre               | Nadim Isaac Miserque Cárdenas           | Partido Centro Democrático                   | 8.632   | 2,03%  |
| Tolima              | Óscar Barreto Quiroga                   | Partido Conservador Colombiano               | 228.952 | 41,99% |
| Tolima              | Mauricio Jaramillo Martínez             | Partido Liberal Colombiano                   | 224.716 | 41,22% |
| Tolima              | Jaime Eduardo Reyes Martínez            | Partido Alianza Verde                        | 22.429  | 4,11%  |
| Valle               | Dilian Francisca Toro Torres            | Partido de Unidad Nacional                   | 513.366 | 34,83% |
| Valle               | Christian Munir Garces Aljure           | Partido Centro Democrático                   | 357.554 | 24,26% |
| Valle               | Mauricio Ospina Gómez                   | Partido Alianza Verde                        | 120.017 | 8,14%  |
| Valle               | Óscar Gamboa Zúñiga                     | Partido Liberal Colombiano                   | 108.747 | 7,38%  |
| Vaupés              | Jesús María Vásquez                     | Partido Cambio Radical                       | 7.202   | 59,77% |
| Vaupés              | Henry Correal Herrera                   | Partido Liberal Colombiano                   | 4.711   | 39,10% |
| Vichada             | Luis Carlos Álvarez Morales             | Partido de Unidad Nacional-Cambio Radical    | 11.258  | 44,47% |

## Resultados Alcaldes

### Ciudades Capitales
: Alcalde elegido.
| Ciudad                 | Candidato                         | Partido                                         | Votos   | %      |
| ---------------------- | --------------------------------- | ----------------------------------------------- | ------- | ------ |
| Arauca                 | Benjamín Socadagui Cermeño        | Partido Cambio Radical                          | 16.289  | 43,27% |
| Arauca                 | Edgar Fernando Tovar Pedraza      | Partido de Unidad Nacional                      | 15.000  | 39,85% |
| Arauca                 | Jhan Carlos Alvernia Vergel       | Partido Centro Democrático                      | 5.456   | 14,49% |
| Armenia                | Carlos Mario Álvarez Morales      | Partido Liberal                                 | 71.002  | 52,98% |
| Armenia                | José Manuel Ríos Morales          | Partido de Unidad Nacional y Cambio Radical     | 48.985  | 36,55% |
| Barranquilla           | Alejandro Char Chaljub            | Partido Cambio Radical                          | 355.844 | 73,28% |
| Barranquilla           | Rafael Segundo Sánchez Anillo     | Firme Barranquilla Si Se Puede                  | 86.790  | 17,87% |
| Bogotá D. C. (Ver más) | Enrique Peñalosa Londoño          | Partido Cambio Radical                          | 906.058 | 33,18% |
| Bogotá D. C. (Ver más) | Rafael Pardo Rueda                | Partido Liberal y de la U.                      | 778.764 | 28,52% |
| Bogotá D. C. (Ver más) | Clara Eugenia López Obregón       | Partido Polo Democrático                        | 499.598 | 18,29% |
| Bogotá D. C. (Ver más) | Francisco Santos Calderón         | Partido Centro Democrático                      | 327.598 | 11,99% |
| Bucaramanga            | Rodolfo Hernández Suárez          | Movimiento Cívico Lógica, Ética y Estética      | 77.275  | 28,80% |
| Bucaramanga            | Carlos Ibáñez Muñoz               | Partido Liberal                                 | 72.944  | 27,19% |
| Bucaramanga            | Jhan Carlos Alvernia Vergel       | Partido de Unidad Nacional                      | 31.657  | 15,26% |
| Cali (Ver más)         | Norman Armitage Cadavid           | Movimiento Creemos con Armitage                 | 265.230 | 38,23% |
| Cali (Ver más)         | Roberto Ortiz Ureña               | Partido Liberal                                 | 176.358 | 25,42% |
| Cali (Ver más)         | Angelino Garzón Quintero          | Partido Social de Unidad Nacional               | 152.471 | 21,97% |
| Cali (Ver más)         | Michel Maya Bedoya                | Partido Alianza Verde                           | 23.153  | 3,33%  |
| Cartagena de Indias    | Manuel Vicente Duque              | Movimiento Primero la Gente                     | 127.440 | 37,52% |
| Cartagena de Indias    | Antonio Quinto Guerra             | Partido Conservador Colombiano                  | 100.358 | 29,55% |
| Cartagena de Indias    | Andrés Fernando Betancourt        | Cartagena Confirma                              | 48.543  | 14,29% |
| Cartagena de Indias    | Gina Del Rosario Benedetti        | Partido Centro Democrático                      | 22.075  | 6,50%  |
| Cúcuta                 | César Omar Rojas Ayala            | Partido Opción Ciudadana                        | 102.936 | 35,50% |
| Cúcuta                 | Jorge Enrique Acevedo Peñaloza    | Partido Cambio Radical                          | 87.441  | 30,16% |
| Cúcuta                 | Carlos Eduardo Luna Romero        | Partido Liberal Colombiano                      | 64.771  | 22,34% |
| Florencia              | Andrés Mauricio Perdomo Lara      | Partido Centro Democrático                      | 22.026  | 34,96% |
| Florencia              | Jovanny Vásquez Gutiérrez         | Alianza Social Independiente                    | 11.963  | 18,98% |
| Florencia              | Juan Carlos Sefair Calderón       | Partido Cambio Radical                          | 10.563  | 16,76% |
| Ibagué (Ver más)       | Guillermo Alfonso Jaramillo       | Movimiento Alternativo Indígena y Social        | 63.761  | 30,74% |
| Ibagué (Ver más)       | Ricardo Alfonso Ferro             | Firme por Ibargué                               | 51.619  | 24,89% |
| Ibagué (Ver más)       | Jhon Esper Toledo                 | Partido Cambio Radical                          | 31.657  | 15,26% |
| Ibagué (Ver más)       | Rubén Darío Rodríguez             | Partido Liberal                                 | 26.360  | 12,71% |
| Ibagué (Ver más)       | Emmanuel Enrique Arango           | Centro Democrático                              | 13.890  | 6,69%  |
| Inírida                | Camilo Andrés Puentes Garzon      | Partido Liberal                                 | 4.683   | 42,34% |
| Inírida                | Claudia Jimena Arango             | Partido Cambio Radical                          | 3.698   | 33,43% |
| Inírida                | José Camilo Fuentes Muñoz         | Alianza Social Independiente                    | 2.128   | 19,24% |
| Leticia                | José Huber Araujo Nieto           | Centro Democrático                              | 6.439   | 33,99% |
| Leticia                | Hugo Alberto Pérez Araujo         | Partido Liberal                                 | 4.355   | 22,99% |
| Leticia                | Juan Carlos Martínez Quiñones     | Partido Alianza Verde                           | 4.332   | 22,86% |
| Manizales              | José Octavio Cardona              | Movimiento Una Ciudad Con Más Oportunidades     | 49.466  | 29,32% |
| Manizales              | Jaime Andrés González Mejía       | Movimiento Alianza Por Manizales                | 44.255  | 26,23% |
| Manizales              | Adriana Gutiérrez Jaramillo       | Centro Democrático                              | 43.013  | 25,49% |
| Medellín (Ver más)     | Federico Andrés Gutiérrez Zuluaga | Movimiento Creemos                              | 246.221 | 35,81% |
| Medellín (Ver más)     | Juan Carlos Vélez Uribe           | Partido Centro Democrático                      | 236.632 | 34,41% |
| Medellín (Ver más)     | Gabriel Jaime Rico                | Movimiento Gran Alianza por Medellín            | 111.796 | 16,26% |
| Medellín (Ver más)     | Fabio Alonso Salazar Jaramillo    | Partido Alianza Verde                           | 37.241  | 5,41%  |
| Mitú                   | Daniel Bernal Córdoba             | Partido Cambio Radical                          | 4.122   | 45,79% |
| Mitú                   | Johan Fernando Cardozo Moreno     | Partido de Unidad Nacional                      | 2.886   | 32,06% |
| Mitú                   | Francisco Javier Ramírez López    | Partido Liberal                                 | 1.736   | 19,28% |
| Mocoa                  | José Antonio Castro Meléndez      | Movimiento Tiempo de Renovación                 | 11.769  | 54,04% |
| Mocoa                  | Jhon Jairo Imbachí López          | Partido Conservador                             | 8.626   | 39,61% |
| Mocoa                  | Ana Karime Paredes Hidalgo        | Partido Liberal                                 | 834     | 3,82%  |
| Montería               | Marcos Daniel Pineda              | Movimiento Montería Adelante                    | 83.580  | 45,56% |
| Montería               | Carlos Ordosgoitia Sanín          | Centro Democrático                              | 44.653  | 24,34% |
| Montería               | Juan José González                | Partido Liberal                                 | 35.365  | 19,28% |
| Neiva                  | Rodrigo Lara Sánchez              | Partido Alianza Verde                           | 74.184  | 49,31% |
| Neiva                  | Gorky Muñoz Calderón              | Partido Liberal                                 | 54.480  | 36,21% |
| Neiva                  | Germán Alberto Bahamon Jaramillo  | Partido Cambio Radical y Centro Democrático     | 15.985  | 10,62% |
| Pereira                | Juan Pablo Gallo Maya             | Partido Liberal                                 | 126.708 | 62,58% |
| Pereira                | Juan Carlos Rivera Peña           | Partido Cambio Radical                          | 58.734  | 29,00% |
| Popayán                | César Cristian Gómez Castro       | Alianza Social Independiente                    | 70.284  | 58,38% |
| Popayán                | Jimena Velasco Chaves             | Partido Cambio Radical y Partido Liberal        | 38.969  | 32,37% |
| Popayán                | Carlos Julián Bermeo Casas        | Partido Opción Ciudadana                        | 3.003   | 2,49%  |
| Puerto Carreño         | Marcos Pérez Jiménez              | Partido Centro Democrático                      | 2.494   | 27,68% |
| Puerto Carreño         | Luis Antonio Robledo Valbuena     | Centro Democrático                              | 2.124   | 23,57% |
| Puerto Carreño         | Jair Esteban Beltrán Hinojosa     | Partido Cambio Radical                          | 1.972   | 21,89% |
| Quibdó                 | Isaías Chala Ibarguen             | Partido Cambio Radical-Conservador              | 18.134  | 47,64% |
| Quibdó                 | Oscar Bernando Palacios Sánchez   | Partido de Unidad Nacional                      | 16.736  | 43,16% |
| Quibdó                 | Harold Mosquera Rengifo           | Partido Opción Ciudadana                        | 671     | 1,76%  |
| Riohacha               | Fabio David Velásquez Rivadeneira | Partido Cambio Radical                          | 34.452  | 51,48% |
| San Andrés             | Bernardo Benito Bent Williams     | Movimiento Más Por Providencia Y Santa Catalina | 1.464   | 50,50% |
| San Juan de Pasto      | Pedro Vicente Obando Ordóñez      | Movimiento Ciudadano por Pasto                  | 124.097 | 73,60% |
| San Juan de Pasto      | Gustavo Alonso Núñez Guerrero     | Partido Cambio Radical                          | 28.499  | 16,90% |
| San Juan de Pasto      | Julio César Bastidas Rodríguez    | Centro Democrático                              | 8.586   | 5,09%  |
| San José del Guaviare  | Efraín Rivera Roldán              | Partido Liberal                                 | 7.198   | 33,18% |
| San José del Guaviare  | Francisco Eladio Cuéllar Guzmán   | Opción Ciudadana                                | 4.371   | 20,15% |
| San José del Guaviare  | Mauricio González Gómez           | Partido Cambio Radical                          | 4.345   | 20,03% |
| San José del Guaviare  | Marcos Baquero Piñeros            | Partido Alianza Verde                           | 2.013   | 9,28%  |
| Santa Marta            | Rafael Alejandro Martínez         | Fuerza Ciudadana                                | 92.175  | 52,20% |
| Santa Marta            | Rubén Darío Jiménez Monroy        | Partido Conservador                             | 40.387  | 22,87% |
| Santa Marta            | Humberto de Jesús Caiafa Rivas    | Partido de la Unidad Nacional                   | 19.777  | 11,20% |
| Sincelejo              | Jacobo Quessep Espinosa           | Partido Liberal Colombiano                      | 58.344  | 45,55% |
| Tunja                  | Pablo Cepeda Novoa                | Partido Cambio Radical                          | 24.818  | 32,53% |
| Tunja                  | Luis Alejandro Funeme             | Partido Conservador                             | 21.788  | 28,56% |
| Tunja                  | Gilberto Rondón González          | Partido Liberal Colombiano                      | 16.646  | 21,82% |
| Valledupar             | Augusto Ramírez Uhía              | Movimiento Avanzar Es Posible                   | 74.184  | 48,32% |
| Valledupar             | Jaime Andrés González Mejía       | Partido Cambio Radical                          | 42.055  | 27,39% |
| Valledupar             | Andrés Arturo Fernández           | Partido Opción Ciudadana                        | 17.644  | 11,49% |
| Villavicencio          | Wilmar Orlando Barbosa Rozo       | Partido Cambio Radical                          | 103.128 | 49,20% |
| Yopal                  | Jhon Jairo Torres Torres          | Movimiento Social La Bendición                  | 24.829  | 34,33% |

### Alcaldes electos por municipios

#### Amazonas
| Municipio     | Candidato Ganador          | Partido Ganador            | Votos | %      |
| ------------- | -------------------------- | -------------------------- | ----- | ------ |
| Leticia       | José Huber Araujo Nieto    | Partido Centro Democrático | 6.439 | 33,99% |
| Puerto Nariño | José Alberto Lozada Pinedo | Partido Centro Democrático | 1.318 | 43,45% |

#### Antioquia
| Municipio         | Candidato Ganador                     | Partido Ganador                          | Votos   | %      |
| ----------------- | ------------------------------------- | ---------------------------------------- | ------- | ------ |
| Abejorral         | Mario De Jesús Gutiérrez Guzmán       | Partido Liberal Colombiano               | 3.102   | 37,95% |
| Abriaqui          | Jhon Fredy López Sepúlveda            | Partido Conservador Colombiano           | 735     | 55,18% |
| Alejandría        | Luis Fernando López Pérez             | Partido de Unidad Nacional               | 1.921   | 58,31% |
| Amaga             | Wilser Darío Molina Molina            | Partido Centro Democrático               | 3.902   | 31,79% |
| Amalfi            | Román Fernando Monsalve Sánchez       | Partido Cambio Radical                   | 4.238   | 50,74% |
| Andes             | John Jairo Mejía Aramburo             | Partido de Unidad Nacional               | 9.311   | 51,30% |
| Angelopolis       | Olga Lucía Zapata Marín               | Partido Conservador Colombiano           | 1.691   | 47,02% |
| Angostura         | Marta Lucía Porras Arenas             | Partido Conservador Colombiano           | 1.611   | 34,37% |
| Anori             | Nicolás Guillermo Herón Arango        | Partido Liberal Colombiano               | 3.742   | 61,46% |
| Antioquia         | Saulo Armando Rivera Fernández        | Partido Liberal Colombiano               | 5.014   | 45,87% |
| Anza              | Alexandra Sánchez Marin               | Partido Centro Democrático               | 1.873   | 50,34% |
| Apartadó          | Eliecer Arteaga Vargas                | Partido de Unidad Nacional               | 20.333  | 43,68% |
| Arboletes         | Lorenzo Ii Acuña Romero               | Partido Cambio Radical                   | 4.808   | 38,36% |
| Argelia           | Bairo Martínez Morales                | Partido Alianza Verde                    | 1.514   | 39,17% |
| Armenia           | Gabriel Jaime Barrera Castaño         | Partido Liberal Colombiano               | 1.663   | 67,05% |
| Barbosa           | Édison García Restrepo                | Partido de Unidad Nacional               | 8.591   | 39,06% |
| Bello             | César Augusto Suárez Mira             | Partido Conservador Colombiano           | 54.543  | 36,96% |
| Belmira           | Jorge Ignacio Londoño Londoño         | Partido Liberal Colombiano               | 1.681   | 54,03% |
| Betania           | Ronald Alejandro Sánchez Sánchez      | Partido Conservador Colombiano           | 2.989   | 58,91% |
| Betulia           | Benjamín Alonso Suárez Castillo       | Partido Conservador Colombiano           | 3.264   | 49,67% |
| Bolívar           | Antonio De Jesús Castaño González     | Partido Centro Democrático               | 3.954   | 37,96% |
| Briceño           | José Danilo Agudelo Torres            | Partido Liberal Colombiano               | 1.902   | 52,20% |
| Buritica          | Humberto Antonio Castaño Usuga        | Partido Conservador Colombiano           | 2.245   | 51,10% |
| Cáceres           | José Mercedes Berrío Berrío           | Partido de Unidad Nacional               | 5.817   | 55,32% |
| Caicedo           | Germán Darío Zapata Ferraro           | Partido Centro Democrático               | 1.346   | 36,63% |
| Caldas            | Carlos Eduardo Duran Franco           | Partido Liberal Colombiano               | 8.078   | 23,91% |
| Campamento        | Jorge Iván Duran Lopera               | Partido Liberal Colombiano               | 1.799   | 53,09% |
| Cañasgordas       | Margarita Del Rosario Lopera Cardona  | Partido Conservador Colombiano           | 5.399   | 70,64% |
| Caracoli          | Luis Emilio Giraldo Velásquez         | Partido Conservador Colombiano           | 1.394   | 51,40% |
| Caramanta         | Carlos Mario Patiño García            | Alianza Social Independiente             | 1.957   | 61,48% |
| Carepa            | Ovidio De Jesús Ardila Rodas          | Partido Alianza Verde                    | 7.145   | 33,38% |
| Carmen de Viboral | Néstor Fernando Zuluaga Giraldo       | Partido de Unidad Nacional               | 7.938   | 37,73% |
| Carolina          | Ana Isabel Avendaño Duque             | Alianza Social Independiente             | 1.326   | 49,64% |
| Caucasia          | Oscar Aníbal Suárez                   | Movimiento Alternativo Indígena y Social | 20.493  | 55,63% |
| Chigorodó         | Daniel Segundo Álvarez Sossa          | Partido de Unidad Nacional               | 9.344   | 39,18% |
| Cisneros          | Luis Guillermo Álvarez González       | Partido Cambio Radical                   | 2.601   | 40,65% |
| Cocorná           | Johan Alberto Ramírez Mejía           | Partido Cambio Radical                   | 3.699   | 48,29% |
| Concepción        | Henry Alberto Puerta Franco           | Partido Centro Democrático               | 1.774   | 64,43% |
| Concordia         | Diego Alejandro Restrepo Guerra       | Partido Centro Democrático               | 3.790   | 51,79% |
| Copacabana        | Óscar Restrepo                        | Partido de Unidad Nacional               | 19.341  | 59,81% |
| Dabeiba           | Antonio José Lara Várelas             | Partido Liberal Colombiano               | 3.743   | 43,28% |
| Don Matías        | Yudy Marcela Peña Correa              | Alianza Social Independiente             | 5.761   | 63,54% |
| Ebéjico           | Jorge Iván Vásquez Arboleda           | Partido Liberal Colombiano               | 2.622   | 41,12% |
| El Bagre          | Ángel Mesa Castro                     | Partido Opción Ciudadana                 | 10.993  | 55,99% |
| Entrerrios        | Jorge Alonso Tamayo Villa             | Partido Conservador Colombiano           | 2.958   | 63,11% |
| Envigado          | Raúl Eduardo Cardona González         | Partido Liberal Colombiano               | 37.930  | 36,44% |
| Fredonia          | Gabriel Ignacio Muñoz Gómez           | Partido Liberal Colombiano               | 3.894   | 42,80% |
| Frontino          | Yudy Estella Pulgarín Marín           | Partido Conservador Colombiano           | 2.918   | 34,50% |
| Giraldo           | Wilmer Adrián Manco Hernández         | Partido Liberal Colombiano               | 1.482   | 50,71% |
| Girardota         | Yan Bladimir Jaramillo García         | Partido de Unidad Nacional               | 9.900   | 40,71% |
| Gómez Plata       | Luis Guillermo Pérez Echeverri        | Partido Conservador Colombiano           | 2.284   | 47,03% |
| Granada           | Ómar De Jesús Gómez Aristizabal       | Partido Conservador Colombiano           | 3.604   | 78,17% |
| Guadalupe         | Oscar Antonio Quiroz García           | Partido Conservador Colombiano           | 1.835   | 53,92% |
| Guarne            | Sneyder Willington Quiceno Marín      | Partido Conservador Colombiano           | 8.173   | 41,37% |
| Guatape           | Hernán Darío Urrea Castaño            | Partido Centro Democrático               | 1.817   | 39,31% |
| Heliconia         | Argeni De Jesús Taborda Ortiz         | Partido Liberal Colombiano               | 2.210   | 58,29% |
| Hispania          | Jorge Alberto Vanegas Díaz            | Partido Conservador Colombiano           | 1.586   | 49,76% |
| Itagüí            | León Mario Bedoya López               | Partido Conservador Colombiano           | 57.485  | 50,16% |
| Ituango           | Hernan Darío Álvarez Uribe            | Partido Liberal Colombiano               | 4.277   | 66,96% |
| Jardín            | William Enrique Rendón Agudelo        | Partido Conservador Colombiano           | 4.053   | 50,49% |
| Jericó            | Jorge Andrés Pérez Hernández          | Partido Conservador Colombiano           | 2.172   | 33,79% |
| La Ceja           | Elkin Rodolfo Ospina Ospina           | Partido de Unidad Nacional               | 16.002  | 54,90% |
| La Estrella       | Jhonny Alexander García Yepes         | Partido de Unidad Nacional               | 17.518  | 69,18% |
| La Pintada        | César Augusto Pérez Zapata            | Partido Liberal Colombiano               | 2.456   | 56,04% |
| La Unión          | Hugo Botero López                     | Partido Opción Ciudadana                 | 2.467   | 23,62% |
| Libornia          | Oscar Alveiro Henao Pulgarin          | Partido Centro Democrático               | 3.945   | 63,74% |
| Maceo             | Edgar Alirio González Agudelo         | Partido de Unidad Nacional               | 1.652   | 38,67% |
| Marinilla         | Edgar Augusto Villegas Ramírez        | Partido Centro Democrático               | 15.195  | 68,59% |
| Medellín          | Federico Andrés Gutiérrez Zuluaga     | Movimiento Creemos                       | 246.221 | 35,81% |
| Montebello        | Ferdinando de Jesús Muñóz Álvarez     | Partido Cambio Radical                   | 1.002   | 27,58% |
| Murindó           | Jorge Eliecer Maturana Usuga          | Alianza Social Independiente             | 1.193   | 68,56% |
| Mutatá            | Jairo Enrique Ortiz Palacios          | Partido Cambio Radical                   | 2.355   | 34,25% |
| Nariño            | Carlos Arturo Marín Londoño           | Partido Centro Democrático               | 1.968   | 40,20% |
| Nechí             | Miguel Enrique Franco Menco           | Partido Opción Ciudadana                 | 4.754   | 45,21% |
| Necoclí           | Jaime López Pacheco                   | Partido Liberal Colombiano               | 8.070   | 43,23% |
| Olaya             | Ober de Jesús Hernández Acevedo       | Partido Cambio Radical                   | 892     | 45,97% |
| Peñol             | José Cirilo Henao Jaramillo           | Partido Cambio Radical                   | 3.196   | 33,57% |
| Peque             | Adalberto Valle David                 | Partido Liberal Colombiano               | 1.843   | 45,53% |
| Pueblorrico       | Juan Fernando Ruiz Gallego            | Partido de Unidad Nacional               | 1.751   | 43,93% |
| Puerto Berrío     | Jaime Andrés Cañas Morales            | Partido Cambio Radical                   | 8.114   | 51,71% |
| Puerto Nare       | Diana Carolina Duque Cano             | Partido Cambio Radical                   | 2.801   | 53,14% |
| Puerto Triunfo    | Madeline Arias Giraldo                | Partido Centro Democrático               | 3.425   | 42,44% |
| Remedios          | Lucía Del Socorro Carvajal De Silvera | Partido Cambio Radical                   | 3.363   | 43,50% |
| Retiro            | Juan Camilo Botero Rendón             | Partido de Unidad Nacional               | 4.189   | 39,73% |
| Rionegro          | Andrés Julián Rendón Cardona          | Partido Centro Democrático               | 38.226  | 62,81% |
| Sabanalarga       | César Alonso Cuadros George           | Partido Conservador Colombiano           | 1.963   | 41,04% |
| Sabaneta          | Iván Alonso Montoya Urrego            | Partido Centro Democrático               | 19.883  | 59,19% |
| Salgar            | Carlos Emel Cuervo Cañola             | Partido Liberal Colombiano               | 2.194   | 39,65% |
| San Andrés        | Eduar Rolando Pino Arango             | Partido Conservador Colombiano           | 1.303   | 45,76% |
| San Carlos        | Luz Marina Marin Daza                 | Partido Opción Ciudadana                 | 3.216   | 37,89% |
| San Francisco     | Serbulo De Jesús Guzmán Castrillón    | Partido Conservador Colombiano           | 2.338   | 60,05% |
| San Jerónimo      | Donaldo Fernán Vivares Gallego        | Partido Liberal Colombiano               | 2.734   | 38,74% |
| San José          | John Alexander Yepes Restrepo         | Alianza Social Independiente             | 1.283   | 64,02% |
| San Juan Urabá    | Julia Esperanza Medrano Coa           | Partido de Unidad Nacional               | 3.190   | 31,31% |
| San Luis          | José Maximino Castaño Castaño         | Partido Opción Ciudadana                 | 1.629   | 26,73% |
| San Pedro         | Héctor Darío Pérez Piedrahíta         | Partido Conservador Colombiano           | 4.648   | 41,16% |
| San Pedro Urabá   | Jorge David Tamayo González           | Partido Liberal Colombiano               | 8.155   | 55,29% |
| San Rafael        | Abad De Jesús Marin Arcila            | Partido Centro Democrático               | 3.933   | 55,43% |
| San Roque         | Freddy Osvaldo Rodríguez Henao        | Partido Conservador Colombiano           | 4.438   | 53,13% |
| San Vicente       | Roberto De Jesús Jaramillo Marín      | Partido Centro Democrático               | 3.943   | 38,08% |
| Santa Bárbara     | Mónica María Ocampo Restrepo          | Partido Liberal Colombiano               | 4.924   | 40,48% |
| Santa Rosa        | María del Carmen Roldán Arango        | Movimiento Alternativo Indígena y Social | 7.279   | 48,78% |
| Santo Domingo     | Liceth Astrid Márquez Vergara         | Partido Conservador Colombiano           | 2.365   | 43,88% |
| Santuario         | Luis Alexandri Ramírez Duque          | Partido de Unidad Nacional               | 6.207   | 43,72% |
| Segovia           | Gustavo Alonso Tobón Vélez            | Partido Conservador Colombiano           | 7.310   | 62,00% |
| Sonson            | Obed de Jesús Zuluaga Henao           | Partido Centro Democrático               | 6.703   | 46,52% |
| Sopetran          | Yeison Estiven Paniagua Gutiérrez     | Partido Liberal Colombiano               | 3.646   | 48,97% |
| Támesis           | Iván Alexander Zuluaga Zuluaga        | Partido Conservador Colombiano           | 5.864   | 66,07% |
| Taraza            | Gladis Rebeca Miguel Vides            | Partido Liberal Colombiano               | 7.440   | 60,58% |
| Tarso             | Néstor Fernando Romero Villada        | Partido Cambio Radical                   | 2.116   | 57,59% |
| Titiribi          | Santiago Andrés Ochoa Marín           | Partido Centro Democrático               | 2.699   | 63,94% |
| Toledo            | Jhonny Alberto Marín Muñetón          | Partido Conservador Colombiano           | 1.499   | 59,13% |
| Turbo             | Alejandro Abuchar González            | Alianza Política Por Turbo               | 24.572  | 52,82% |
| Uramita           | Luis Alfredo Torres Arango            | Partido Conservador Colombiano           | 2.219   | 55,89% |
| Urrao             | Herbert Henry Holguín Díaz            | Partido de Unidad Nacional               | 5.298   | 52,33% |
| Valdivia          | Jonás Darío Henao Cardona             | Partido Conservador Colombiano           | 2.229   | 36,24% |
| Valparaiso        | Sergio Andrés Ceballos López          | Partido Centro Democrático               | 1.195   | 37,33% |
| Vegachi           | José María Ochoa Muñoz                | Partido Liberal Colombiano               | 2.730   | 52,50% |
| Venecia           | Ferney Darío Fernández                | Partido Liberal Colombiano               | 2.879   | 46,57% |
| Vigía del Fuerte  | Manuel Enrique Cuesta Borja           | Partido Liberal Colombiano               | 2.248   | 58,04% |
| Yali              | Raúl Hernando Roldán Pérez            | Partido Conservador Colombiano           | 1.749   | 50,59% |
| Yarumal           | Julio Aníbal Areiza Palacio           | Alianza Social Independiente             | 8.089   | 51,36% |
| Yolombo           | Jesús Amador Pérez Palacio            | Partido Alianza Verde                    | 3.933   | 53,59% |
| Yondo-Casabe      | Gibert Cartagena Rojas                | Partido Opción Ciudadana                 | 2.534   | 28,27% |
| Zaragoza          | Albeiro De Jesús Menoyos Álvarez      | Partido Cambio Radical                   | 5.305   | 50,90% |

#### Arauca
| Municipio     | Candidato Ganador              | Partido Ganador              | Votos  | %      |
| ------------- | ------------------------------ | ---------------------------- | ------ | ------ |
| Arauca        | Benjamín Socadagui Cermeño     | Partido Cambio Radical       | 16.289 | 43,27% |
| Arauquita     | Renson de Jesús Martínez Prada | Partido Alianza Verde        | 9.391  | 60,20% |
| Cravo Norte   | Javier Esneider Triana Mujica  | Partido Liberal Colombiano   | 902    | 39,70% |
| Fortul        | Lenin Pastrana Vergel          | Polo Democrático Alternativo | 3.350  | 49,94% |
| Puerto Rondon | Sandra Milena Gutiérrez Vigott | Alianza Social Independiente | 1.082  | 47,64% |
| Saravena      | Yecid Lozano Fernández         | Partido Centro Democrático   | 6.145  | 38,44% |
| Tame          | Hernan Darío Camacho Sarmiento | Partido Liberal Colombiano   | 6.372  | 37,92% |

#### Atlántico
| Municipio        | Candidato Ganador                  | Partido Ganador                | Votos   | %      |
| ---------------- | ---------------------------------- | ------------------------------ | ------- | ------ |
| Baranoa          | Lázaro Rafael Escalante Estrada    | Partido de Unidad Nacional     | 14.812  | 43,86% |
| Barranquilla     | Alejandro Char Chaljub             | Partido Cambio Radical         | 355.844 | 73,28% |
| Campo de la Cruz | José De león Marenco               | Partido de Unidad Nacional     | 5.607   | 49,26% |
| Candelaria       | Javier Enrique Rodríguez Consuegra | Partido de Unidad Nacional     | 4.419   | 52,30% |
| Galapa           | José Fernando Vargas Muñoz         | Partido Cambio Radical         | 12.224  | 54,62% |
| Juan de Acosta   | Iván de Jesús Vargas Molina        | Partido Conservador Colombiano | 6.785   | 53,89% |
| Luruaco          | Antonio Enrique Roa Montero        | Partido Cambio Radical         | 7.235   | 46,72% |
| Malambo          | Efraín Heberto Bello Camargo       | Partido Cambio Radical         | 26.869  | 54,63% |
| Manatí           | Kelly Margarita Paternina Sanjuán  | Partido Conservador Colombiano | 3.429   | 41,09% |
| Palmar de Varela | Félix Alberto Fontalvo Ávila       | Partido de Unidad Nacional     | 7.171   | 49,91% |
| Piojo            | Wilmer Enrique Jiménez Torregrosa  | Partido Conservador Colombiano | 1.264   | 32,58% |
| Polonuevo        | Dagoberto Luna Orozco              | Partido Cambio Radical         | 3.203   | 34,29% |
| Ponedera         | Vanesa Iliana Bolívar Martínez     | Partido Cambio Radical         | 5.026   | 53,55% |
| Puerto Colombia  | Steimer Ali Mantilla Rolong        | Partido Cambio Radical         | 9.663   | 46,81% |
| Repelon          | Enrique Antonio Escobar Ruíz       | Partido Cambio Radical         | 6.773   | 53,57% |
| Sabanagrande     | José Mario Romero Cahuana          | Partido Cambio Radical         | 7.350   | 43,16% |
| Santa Lucía      | Jorge Luis Polo Medina             | Partido Conservador Colombiano | 2.435   | 35,38% |
| Santo Tomás      | Luis Alberto Escorcia Castro       | Partido de Unidad Nacional     | 9.872   | 56,58% |
| Soledad          | Joao Herrera Iranzo                | Partido Cambio Radical         | 67.111  | 46,20% |
| Suan             | Rodolfo Rafael Pacheco Pacheco     | Partido de Unidad Nacional     | 3.572   | 55,95% |
| Tubara           | Natking Coll Alba                  | Partido de Unidad Nacional     | 3.899   | 53,82% |
| Usiacuri         | Ronald Emil Padilla Acuña          | Partido de Unidad Nacional     | 2.521   | 41,74% |

#### Bogotá
| Municipio | Candidato Ganador        | Partido Ganador                              | Votos   | %      |
| --------- | ------------------------ | -------------------------------------------- | ------- | ------ |
| Bogotá    | Enrique Peñalosa Londoño | Movimiento Recuperemos Bogotá-Cambio Radical | 906.058 | 33,18% |

#### Bolívar
| Municipio             | Candidato Ganador                     | Partido Ganador                          | Votos   | %      |
| --------------------- | ------------------------------------- | ---------------------------------------- | ------- | ------ |
| Achi                  | Javier Enrique Nadjar Rodríguez       | Partido Liberal Colombiano               | 5.849   | 53,83% |
| Altos del Rosario     | Jacinto Rodríguez Ardila              | Partido de Unidad Nacional               | 2.764   | 61,21% |
| Arenal                | José Luis Pacheco Escrivá             | Partido Opción Ciudadana                 | 2.159   | 54,83% |
| Arjona                | Esther María Jalilie García           | Partido Cambio Radical                   | 15.958  | 52,41% |
| Arroyo Hondo          | Carlos Paternina Orozco               | Partido de Unidad Nacional               | 3.004   | 58,45% |
| Barranco de Loba      | Uldarico Toloza Tundeno               | Partido Cambio Radical                   | 4.199   | 54,76% |
| Calamar               | Yesid Jassir Vergara                  | Partido Cambio Radical                   | 5.403   | 46,06% |
| Cantagallo            | Herlides Arango Espalza               | Partido Liberal Colombiano               | 1.991   | 46,88% |
| Cartagena             | Manuel Vicente de Jesús Duque Vásquez | Movimiento Primero La Gente              | 127.440 | 37,52% |
| Cicuco                | Alberto Viloria Fajardo               | Partido Liberal Colombiano               | 3.258   | 48,56% |
| Clemencia             | Miguel Guillermo Grau Salcedo         | Partido de Unidad Nacional               | 3.118   | 44,15% |
| Córdoba               | Karina Paola Becerra Baños            | Partido Cambio Radical                   | 5.459   | 54,30% |
| El Carmén de Bolívar  | Rafael Gallo Paredes                  | Movimiento Alternativo Indígena y Social | 10.210  | 30,73% |
| El Guamo              | Luz María Amat Villalba               | Partido Liberal Colombiano               | 3.058   | 51,69% |
| El Peñón              | Arling Arias García                   | Partido Conservador Colombiano           | 2.168   | 54,09% |
| Hatillo de Loba       | Maryolis Isabin González Amaris       | Partido Cambio Radical                   | 3.601   | 53,19% |
| Magangue              | Pedro Manuel Ali Ali                  | Partido Cambio Radical                   | 28.193  | 48,32% |
| Mahates               | Víctor Augusto Guerra Olascoaga       | Partido Cambio Radical                   | 5.274   | 43,83% |
| Margarita             | Germán Montes Pedrozo                 | Partido Liberal Colombiano               | 2.693   | 49,21% |
| María la Baja         | Carlos Antonio Coronel Mera           | Partido de Unidad Nacional               | 7.962   | 38,38% |
| Mompos                | Nubia Isabel Quevedo Ángel            | Partido de Unidad Nacional               | 9.046   | 41,74% |
| Montecristo           | Beduth Enrique Salgado Macías         | Partido de Unidad Nacional               | 2.770   | 55,13% |
| Morales               | Rodolfo Díaz Díaz                     | Partido Liberal Colombiano               | 3.757   | 48,59% |
| Norosi                | Jailton Ariza Camacho                 | Partido de Unidad Nacional               | 1.767   | 72,00% |
| Pinillos              | Marco Antonio Pérez Chávez            | Partido Liberal Colombiano               | 6.009   | 58,81% |
| Regidor               | Jadimir Gutiérrez Franco              | Partido Opción Ciudadana                 | 1.852   | 54,40% |
| Rioviejo              | Onel Jiménez Pimienta                 | Partido Liberal Colombiano               | 2.074   | 50,29% |
| San Cristóbal         | Germán Zapata López                   | Partido de Unidad Nacional               | 2.852   | 59,36% |
| San Estanislao        | Janeth Vega Caicedo                   | Partido de Unidad Nacional               | 5.765   | 58,48% |
| San Fernando          | Felipe Turizo Lobo                    | Partido Opción Ciudadana                 | 2.791   | 53,04% |
| San Jacinto           | Abraham Antonio Kamell Yaspe          | Partido Liberal Colombiano               | 5.943   | 40,17% |
| San Jacinto del Cauca | Enrique Carlos Franco Contreras       | Partido de Unidad Nacional               | 2.527   | 52,75% |
| San Juan Nepomuceno   | Benito Acosta Vergara                 | Partido Cambio Radical                   | 9.198   | 46,58% |
| San Martín de Loba    | Adalberto Jesús Menco Navarro         | Partido de Unidad Nacional               | 3.671   | 52,27% |
| San Pablo             | Manuel José Rudas Rudas               | Partido de Unidad Nacional               | 4.085   | 36,76% |
| Santa Catalina        | Salomón Castro Cantillo               | Partido Cambio Radical                   | 2.583   | 42,84% |
| Santa Rosa            | José Luis Altamar Rodríguez           | Partido Liberal Colombiano               | 4.906   | 55,38% |
| Santa Rosa del sur    | Delmar Augusto Burgos Uribe           | Partido de Unidad Nacional               | 4.793   | 37,22% |
| Simiti                | Jesús Alberto Ramírez Cardona         | Partido Cambio Radical                   | 4.474   | 56,53% |
| Soplaviento           | Willington Rafael Romero Zamora       | Partido Conservador Colombiano           | 3.771   | 60,79% |
| Talaigua Nuevo        | Gerardo de Jesús Arias Zuluaga        | Partido Conservador Colombiano           | 3.919   | 56,79% |
| Tiquisio              | Fernando Antonio Carmona Pérez        | Partido de Unidad Nacional               | 4.456   | 52,94% |
| Turbaco               | Antonio Víctor Alcalá Puello          | Partido Cambio Radical                   | 11.302  | 32,18% |
| Turbana               | Senen Cantillo Paternina              | Partido Liberal Colombiano               | 5.299   | 52,67% |
| Villanueva            | Gilberto David Amaya Vásquez          | Partido Opción Ciudadana                 | 5.453   | 52,01% |
| Zambrano              | Alberto Miguel Murillo Palmera        | Partido Cambio Radical                   | 3.637   | 58,21% |

#### Boyacá
| Municipio             | Candidato Ganador                   | Partido Ganador                                           | Votos  | %       |
| --------------------- | ----------------------------------- | --------------------------------------------------------- | ------ | ------- |
| Almeida               | Carlos Alberto Acevedo Velásquez    | Partido Centro Democrático                                | 826    | 60,11%  |
| Aquitania             | Felipe Absalon Cardozo Montaña      | Partido Conservador Colombiano                            | 4.390  | 50,20%  |
| Aracabuco             | Víctor Hugo Silva Motta             | Partido Liberal Colombiano                                | 1.403  | 41,48%  |
| Belén                 | Alberto Rincon Guzmán               | Partido Conservador Colombiano                            | 1.572  | 32,57%  |
| Berbeo                | Edgar Roberto Parra Roa             | Partido Liberal Colombiano                                | 477    | 42,74%  |
| Beteitiva             | Luis Enrique Gil Vargas             | Partido de Unidad Nacional                                | 626    | 41,07%  |
| Boavita               | Jairo Córdoba Suárez                | Partido Conservador Colombiano                            | 1.782  | 56,26%  |
| Boyacá                | Julio César Neira Castro            | Partido Liberal Colombiano                                | 1.622  | 51,41%  |
| Briceño               | Raúl Daniel Cubides Pineda          | Partido Conservador Colombiano                            | 829    | 53,93%  |
| Buenavista            | Carlos Augusto Salinas Medina       | Partido de Unidad Nacional                                | 2.057  | 61,29%  |
| Busbanza              | Gerardo Rincon Camacho              | Partido Conservador Colombiano                            | 384    | 57,22%  |
| Caldas                | José Rubiel Páez                    | Partido Cambio Radical                                    | 1.234  | 53,37%  |
| Campohermoso          | Pedro Miguel López Vela             | Partido Cambio Radical                                    | 878    | 52,23%  |
| Cerinza               | Luis Carlos Chia Hernández          | Partido de Unidad Nacional                                | 1.520  | 57,68%  |
| Chinavita             | Francisco Javier Roa Millan         | Partido Cambio Radical                                    | 1.071  | 49,51%  |
| Chiquinquirá          | César Augusto Carrillo Ortegon      | Partido de Unidad Nacional                                | 6.731  | 26,34%  |
| Chiquiza              | Ramiro Alexander Suárez López       | Partido Liberal Colombiano                                | 1.865  | 51,99%  |
| Chiscas               | Javier Orlando Suescún Cárdenas     | Partido Centro Democrático                                | 1.330  | 61,88%  |
| Chita                 | Yamit Ariel Ávila Niño              | Partido Centro Democrático                                | 1.607  | 40,86%  |
| Chitaraque            | Jorge Alberto Hurtado León          | Partido Cambio Radical                                    | 1.889  | 50,07%  |
| Chivata               | David Jacinto Montero Cruz          | Partido Conservador Colombiano                            | 930    | 47,25%  |
| Chivor                | Carlos Hernando Perilla Aldana      | Partido Cambio Radical                                    | 695    | 58,84%  |
| Ciénaga               | Luis Carlos Cruz López              | Partido de Unidad Nacional                                | 1.453  | 50,73%  |
| Combita               | Óscar Leonardo Ávila Romero         | Partido Alianza Verde                                     | 2.196  | 33,61%  |
| Coper                 | Jairo Enrique Ahumada Castañeda     | Partido Cambio Radical                                    | 1.071  | 47,34%  |
| Corrales              | Oscar Iban Cárdenas Caro            | Partido de Unidad Nacional                                | 688    | 39,04%  |
| Covarachía            | Yolanda Salazar Sierra              | Partido de Unidad Nacional                                | 1.187  | 54,92%  |
| Cubara                | Fredy Eduardo Martínez Valderrama   | Alianza Social Independiente                              | 1.490  | 52,85%  |
| Cucaita               | Carlos Eduardo Luis Vanegas         | Partido Cambio Radical                                    | 1.242  | 47,06%  |
| Duitama               | Alfonso Miguel Silva Pesca          | Partido Conservador Colombiano                            | 28.510 | 53,68%  |
| El Cocuy              | Ramiro Daza Mora                    | Partido Conservador Colombiano                            | 1.019  | 42,47%  |
| El Espino             | Héctor Miguel Mojica Mojica         | Partido Cambio Radical                                    | 737    | 46,06%  |
| Firavitoba            | Karol Ricardo Ramírez Silva         | Partido de Unidad Nacional                                | 1.788  | 49,25%  |
| Floresta              | Luis Mario Vargas Bernal            | Partido Conservador Colombiano                            | 1.305  | 55,39%  |
| Gachantiva            | Jorge Edicson Saavedra Velasco      | Partido de Unidad Nacional                                | 1.188  | 50,29%  |
| Gameza                | Edgar Cruz Cristancho Cristancho    | Partido Cambio Radical                                    | 2.065  | 68,60%  |
| Garaboa               | Julio Ernesto Sanabria Guerra       | Partido de Unidad Nacional                                | 3.732  | 49,57%  |
| Guacamayas            | Gloria Edy Gómez López              | Partido Centro Democrático                                | 842    | 72,58%  |
| Guateque              | Edwin Crisanto Bohorquez Mora       | Partido Alianza Verde                                     | 1.735  | 31,37%  |
| Guayata               | Benjamin Edilson Piñeros Alfonso    | Partido Alianza Verde                                     | 1.617  | 58,48%  |
| Guican                | John Jaiver Blanco López            | Partido Cambio Radical                                    | 991    | 49,08%  |
| Iza                   | Diego Armando López Wanumen         | Partido Centro Democrático                                | 1.163  | 71,34%  |
| Jenesano              | Hugo Alexander Reyes Parra          | Partido Liberal Colombiano                                | 2.645  | 71,83%  |
| Jericó                | Carlos Arturo Cuevas Gómez          | Partido de Unidad Nacional                                | 1.175  | 48,53%  |
| La Capilla            | Melquisedec Salgado Zubieta         | Partido de Unidad Nacional                                | 880    | 47,23%  |
| La Uvita              | Jaime Enrique Galvis Hernández      | Partido Centro Democrático                                | 836    | 48,68%  |
| La Victoria           | Anatolio José Benito Alvarado       | Partido Centro Democrático                                | 659    | 52,80%  |
| Labrazagrande         | Segundo Jacinto Pérez Archila       | Partido de Unidad Nacional                                | 1.671  | 77,14%  |
| Macanal               | Nabor Felipe Londoño Gordillo       | Partido Conservador Colombiano                            | 1.389  | 55,82%  |
| Maripi                | Eduar Alexis Triana Rincón          | Partido Cambio Radical                                    | 2.220  | 57,79%  |
| Miraflores            | Willinthon Jaime Alfonso Prieto     | Partido de Unidad Nacional                                | 2.490  | 46,28%  |
| Mongua                | Reyes Bernardo Pérez Álvarez        | Partido Cambio Radical                                    | 1.558  | 49,35%  |
| Mongui                | Henry Arguello Rincón               | Partido Centro Democrático                                | 1.413  | 50,57%  |
| Moniquira             | Ancísar Parra Ávila                 | Partido de Unidad Nacional                                | 4.166  | 39,02%  |
| Motavita              | Heli Quintero Suarez                | Alianza Verde                                             | 1.674  | 42.44%  |
| Muzo                  | Elin Jose Bohorquez Ariza           | Coalición (C .Radical-P. de la U)                         | 2.706  | 59.94%  |
| Nobsa                 | Luis Hernando Calixto Paipa         | Coalición (C. Radical-Liberal-P. de la U)                 | 4.101  | 45.40%  |
| Nuevo Colón           | Heriberto Suarez Muñoz              | Coalición (C. Radical-Conservador-P. de la U)             | 2.119  | 60.59%  |
| Oicatá                | Franky Ariel Fonseca Salamanca      | Coalición (C. Radical-P. de la U)                         | 752    | 38.66%  |
| Otanche               | Salomon Diaz Gutierrez              | Centro Democrático                                        | 1.859  | 45.66%  |
| Pachavita             | Jose Jacinto Morales Sanabria       | Centro Democrático                                        | 768    | 52.56%  |
| Páez                  | Dumar Fabian Lozano Vargas          | Partido de la U                                           | 529    | 29.43%  |
| Paipa                 | Yamit Noe Hurtado Neira             | Coalición (Verde-Liberal)                                 | 7.758  | 47.16%  |
| Pajarito              | Inocencio Perez Castro              | Partido de la U                                           | 878    | 65.32%  |
| Panqueba              | Marco Rodrigo Perez Perez           | Centro Democrático                                        | 660    | 55.46%  |
| Pauna                 | Julio Ramiro Peña Ramirez           | Partido Conservador                                       | 1.354  | 31.65%  |
| Paya                  | Jose Roldan Maldonado Perez         | Partido Conservador                                       | 597    | 51.91%  |
| Paz de Río            | Maria Elena Ortiz Nova              | Partido Liberal                                           | 1.813  | 58.52%  |
| Pesca                 | Justo Pastor Rodriguez Herrera      | Coalición (ASI-Verde)                                     | 2.219  | 50.67%  |
| Pisba                 | Jairo Enrique Millan Malpica        | Opción Ciudadana                                          | 411    | 53.65%  |
| Puerto Boyacá         | Oscar Fernando Botero Alzate        | Coalición (ASI-C. Radical-Conservador-Liberal-P. de la U) | 12.785 | 58.53 % |
| Quípama               | William Enrique Pereira Herrera     | Centro Democrático                                        | 1.754  | 58.15%  |
| Ramiriqui             | Omar Junco Espinosa                 | Partido Liberal Colombiano                                | 3.660  | 62.82%  |
| Ráquira               | Nestor Alonso Castillo Buitrago     | Cambio Radical                                            | 1.653  | 47.76%  |
| Rondón                | Roosevelt Alfonso Chavez Leguizamon | Partido de la U                                           | 905    | 51.44%  |
| Saboyá                | Zamir Sotelo Monroy                 | Coalición (Verde-P. de la U)                              | 2.678  | 38.52%  |
| Sáchica               | Hector Antonio Amado                | Cambio Radical                                            | 976    | 35.52%  |
| Samacá                | Wilson Castiblanco Gil              | Coalición (C. Radical-P. de la U)                         | 6.866  | 72.18%  |
| San Eduardo           | Maria Elisa Montañez Parra          | Partido de la U                                           | 570    | 50.08%  |
| San José de Pare      | Pedro Adolfo Barreto Abaunza        | Partido Liberal                                           | 2.086  | 53.01%  |
| San Luis de Gaceno    | Milton Oswaldo Fernandez Alfonso    | Coalición (C. Radical-P. de la U)                         | 1.712  | 55.04%  |
| San Mateo             | Pablo Roberto Estupiñan Sepulveda   | Centro Democrático                                        | 1.419  | 55.04%  |
| San Miguel de Sema    | Rodrigo Ancizar Sanchez Suarez      | Partido Liberal                                           | 964    | 50.02%  |
| San Pablo de Borbur   | Luis Armando Caldas Florian         | Partido Conservador                                       | 1.479  | 40.24%  |
| Santana               | Jose Del Carmen Delgado Zarate      | Coalición (C. Radical-Liberal)                            | 2.426  | 51.76%  |
| Santa María           | Ruben Sanchez Niño                  | Coalición (Verde-Liberal)                                 | 813    | 38.02%  |
| Santa Rosa de Viterbo | Fabian Ricardo Garcia Camargo       | Partido de la U                                           | 1.574  | 28.27%  |
| Santa Sofía           | Angela Patricia Avila Hamon         | Coalición (C. Radical-Conservador)                        | 1.234  | 57.18%  |
| Sativanorte           | Nubia Esperanza Gomez Briceño       | Centro Democrático                                        | 818    | 46.34%  |
| Sativasur             | Jose Abel Nova Guerrero             | Partido Conservador                                       | 498    | 50.35%  |
| Siachoque             | Segundo Andres Cuitiva Jimenez      | Partido Conservador                                       | 1.353  | 29.42%  |
| Soatá                 | Lisseth Carolina Torres Manchego    | Coalición (C. Radical-P. de la U)                         | 2.688  | 52.66%  |
| Socotá                | Dairo Ruben Herrera Perez           | Partido Liberal                                           | 1.479  | 37.58%  |
| Socha                 | Parmenio De Jesus Rivera Rojas      | Partido Liberal                                           | 1.463  | 35.71%  |
| Sogamoso              | Sandro Nestor Condia Perez          | Partido de la U                                           | 12.864 | 23.19%  |
| Somondoco             | German Ricardo Robayo Heredia       | Cambio Radical                                            | 1.088  | 55.11%  |
| Sora                  | Mauricio Neisa Alvarado             | Coalición (C. Radical-P. de la U)                         | 1.097  | 50.62%  |
| Sotaquirá             | Luis Felipe Higuera Robles          | Cambio Radical                                            | 1.915  | 47.70%  |
| Soracá                | Clementina Guayacan Guevara         | Partido Liberal                                           | 1.571  | 37.87%  |
| Susacón               | Jairo Alonso Rincon Quintana        | Partido Conservador                                       | 1.647  | 83.98%  |
| Sutamarchán           | Wilmer Yair Castellanos Hernandez   | Coalición (ASI-C. Radical-P. de la U)                     | 2.295  | 53.35%  |
| Sutatenza             | Camilo Sastoque Leiva               | Cambio Radical                                            | 1.237  | 46.15%  |
| Tasco                 | Nelson Javier Garcia Castellanos    | Alianza Verde                                             | 1.123  | 32.50%  |
| Tenza                 | Jhon Alexander Lopez Mendoza        | Coalición (C. Democrático-Conservador)                    | 1.517  | 60.00%  |
| Tibaná                | Luis Alejandro Millan Diaz          | Coalición (C. Radical-P. de la U)                         | 2.683  | 62.43%  |
| Tibasosa              | Leonardo Jonhy Patiño Quijano       | Coalición (C. Radical-P. de la U)                         | 4.151  | 68.02%  |
| Tinjacá               | Henry Hernando Chacon Zamora        | Opción Ciudadana                                          | 492    | 25.15%  |
| Tipacoque             | Nelson Humberto Melgarejo Angarita  | Coalición (C. Radical-P. de la U)                         | 1.177  | 50.08%  |
| Toca                  | Isaias Neira Rios                   | Coalición (Verde-Liberal-P. de la U)                      | 2.610  | 50.25%  |
| Togüí                 | Jansson Tellez Rodriguez            | Partido Conservador                                       | 1.755  | 64.21%  |
| Tópaga                | Frankly Orduz Acevedo               | Partido Conservador                                       | 1.434  | 65.53%  |
| Tota                  | Edgar Antonio Moreno Chaparro       | Coalición (Verde-Conservador-P. de la U)                  | 1.753  | 57.28%  |
| Tunja                 | Pablo Emilio Cepeda Novoa           | Partido Cambio Radical - Partido Opción Ciudadana         | 24.821 | 32.51%  |
| Tununguá              | Jose Del Carmen Barrera Pastran     | Coalición (C. Radical-Liberal-P. de la U)                 | 656    | 61.59%  |
| Turmequé              | Yoani Vela Bernal                   | Polo Democrático Alternativo                              | 2.023  | 54.04%  |
| Tuta                  | Elkin Alejandro Rincon Salamanca    | Coalición (Verde-C. Radical-Liberal-P. de la U)           | 3.265  | 58.46%  |
| Tutazá                | Carlos Saul Reyes Estupiñan         | Partido de la U                                           | 847    | 56.16%  |
| Umbita                | Elis Alexander Moreno Salamanca     | Centro Democrático                                        | 2.517  | 64.02%  |
| Ventaquemada          | Carlos Julio Melo Aldana            | Coalición (Verde-P. de la U)                              | 3.334  | 42.59%  |
| Villa de Leiva        | Victor Hugo Forero Sanchez          | Partido de la U                                           | 2.693  | 35.01%  |
| Viracachá             | Alfredo Caro Puin                   | Cambio Radical                                            | 927    | 48.10%  |
| Zetaquira             | Gustavo Tenjo Rodriguez             | Cambio Radical                                            | 1.602  | 56.05%  |

#### Caldas
| Municipio   | Candidato Ganador              | Partido Ganador                  |
| ----------- | ------------------------------ | -------------------------------- |
| Manizales   | Jose Octavio Cardona Leon      | Coalición (O. ciudadana-Liberal) |
| Aguadas     | Oscar Yonny Zapata Ortiz       | Partido de la U                  |
| Anserma     | Jennie De Jesus Betancur Calvo | Partido Conservador              |
| Aranzazu    | Jorge William Ruiz Ospina      | Partido Conservador              |
| Belalcázar  | Jahir De Jesus Alvarez         | Partido de la U                  |
| Chinchiná   | Sergio Lopez Arias             | Partido de la U                  |
| Filadelfia  | German Zuluaga Duque           | Partido de la U                  |
| La Dorada   | Diego Pineda Alvarez           | Cambio Radical                   |
| La Merced   | Carlos Quintero Alvarez        | Partido Liberal                  |
| Manzanares  | Carlos Enrique Botero Alvarez  | Partido de la U                  |
| Marmato     | Julio Vargas Chica             | Partido de la U                  |
| Marquetalia | Luis Carlos Betancourt Florez  | Centro Democrático               |
| Marulanda   | Nicolas De Jesus Giraldo Gomez | Centro Democrático               |
| Neira       | Marino Murillo Franco          | Partido de la U                  |
| Norcasia    | Wilmar Herrera Gallego         | Partido Liberal                  |
| Pácora      | Jorge William Lopez Ramos      | Partido Liberal                  |
| Palestina   | Mauricio Jaramillo Martinez    | Partido de la U                  |
| Pensilvania | Jesus Ivan Ospina Atehortua    | Centro Democrático               |
| Riosucio    | Bernardo Arley Hernandez Ayala | MAIS                             |
| Risaralda   | Juan Camilo Gallego Hoyos      | Partido de la U                  |
| Salamina    | Luis German Noreña Garcia      | Partido Liberal                  |
| Samaná      | Gloria Ines Ortiz Cardona      | Coalición (Verde-GSC)            |
| San José    | Norbey De Jesus Ospina Castaño | Partido Conservador              |
| Supía       | Omairo Ayala Cataño            | Coalición (MAIS-Polo)            |
| Victoria    | Juan Alberto Vargas Osorio     | Cambio Radical                   |
| Villamaría  | Juan Alejandro Holguin Zuluaga | Partido de la U                  |
| Viterbo     | Alba Luz Escobar De Lopez      | Partido de la U                  |

#### Caquetá
| Municipio              | Candidato Ganador                 | Partido Ganador                        |
| ---------------------- | --------------------------------- | -------------------------------------- |
| Florencia              | Andres Mauricio Perdomo Lara      | Centro Democrático                     |
| Albania                | Jose Eugenio Gaviria Salgado      | Partido Conservador                    |
| Belén de Los Andaquies | Edilmer Leonardo Ducuara Cubillos | Partido Conservador                    |
| Cartagena del Chairá   | Luis Francisco Vargas Correa      | ASI                                    |
| Curillo                | Jose Ferrin Realpe Orobio         | Partido de la U                        |
| El Doncello            | Sandra Milena Losada Floriano     | Cambio Radical                         |
| El Paujil              | Liliana Cuellar Floriano          | Cambio Radical                         |
| La Montañita           | Jose Leonel Guarnizo Hernandez    | Coalición (Conservador-Liberal)        |
| Milán                  | Doly Liesbeth Aguirre Mosquera    | Partido Liberal                        |
| Morelia                | Yovanny Lopez Ramirez             | Coalición (ASI-C. Radical-Conservador) |
| Puerto Rico            | Hernan Armando Bravo Molina       | Coalición (Verde-C. Radical)           |
| San José del Fragua    | Arnulfo Parra Peña                | Cambio Radical                         |
| San Vicente del Caguán | Humberto Sanchez Cedeño           | Centro Democrático                     |
| Solano                 | Alejandro Quintero Renteria       | MAIS                                   |
| Solita                 | Justo Pastor Martinez Ramirez     | Partido Conservador                    |
| Valparaíso             | Jose Vicente Garcia Cespedes      | Partido Conservador                    |

#### Casanare
| Municipio            | Candidato Ganador              | Partido Ganador     |
| -------------------- | ------------------------------ | ------------------- |
| Yopal                | Jhon Jairo Torres Torres       | GSC                 |
| Aguazul              | Renier Dario Pachon Talero     | Partido de la U     |
| Chameza              | Bernardo Perez Fonseca         | Cambio Radical      |
| Hato Corozal         | Alexander Martinez Parra       | Partido Liberal     |
| La Salina            | Reynaldo Emel Chaparro Diaz    | Partido Liberal     |
| Maní                 | Tony Wilfred Avila Hernandez   | Cambio Radical      |
| Monterrey            | Orlando Martinez Avila         | Partido Liberal     |
| Nunchía              | Fredy Higuera Marquez          | Cambio Radical      |
| Orocué               | Anderson Salvador Bernal Tello | Opción Ciudadana    |
| Paz de Ariporo       | Favio Alexandro Vega Galindo   | Partido de la U     |
| Pore                 | Omar Cuevas Bernal             | Opción Ciudadana    |
| Recetor              | Leticia Palacios Bernal        | Alianza Verde       |
| Sabanalarga          | Jose Armando Suarez Sandoval   | Cambio Radical      |
| Sácama               | Mario Hernando Estupiñan       | Partido Conservador |
| San Luis de Palenque | Ediber Vasquez Rincon          | Partido Liberal     |
| Támara               | Fernando Mantilla Abreo        | Partido de la U     |
| Tauramena            | Javier Augusto Alvarez Alfonso | Cambio Radical      |
| Trinidad             | Milber Edilson Perez Ochoa     | Cambio Radical      |
| Villanueva           | Ruth Yaneth Bohorquez Peña     | Opción Ciudadana    |

#### Cauca
| Municipio              | Candidato Ganador                | Partido Ganador                   |
| ---------------------- | -------------------------------- | --------------------------------- |
| Popayán                | Cesar Cristian Gomez Castro      | Coalición (ASI-Verde-MAIS)        |
| Almaguer               | Dario Albeiro Galindez           | ASI                               |
| Argelia                | Diego Aguilar Marin              | AICO                              |
| Balboa                 | Nelson Enrique Pareja Lopez      | Cambio Radical                    |
| Bolívar                | Rodrigo Hernan Perez             | Coalición (MAIS-Liberal)          |
| Buenos Aires           | Urdely Carabali Carbonero        | Cambio Radical                    |
| Cajibío                | Luis Helmer Vivas Manzano        | Partido Conservador               |
| Caldono                | Paulo Andres Piso Lozada         | Partido Liberal                   |
| Caloto                 | Maria Liliana Ararat Mejia       | Partido Liberal                   |
| Corinto                | Edward Fernando Garcia Sanchez   | Partido Liberal                   |
| El Tambo               | Celio Urresty Mesa               | Partido Liberal                   |
| Florencia              | Edwin Urbano Benitez             | Partido Liberal                   |
| Guachené               | Oliver Carabali Banguero         | Partido Liberal                   |
| Guapi                  | Danny Eudoxio Prado Granja       | Partido de la U                   |
| Inzá                   | Gelmis Chate Rivera              | ASI                               |
| Jambaló                | Flor Ilva Trochez Ramos          | MAIS                              |
| La Sierra              | Miller Miguel Hurtado Muñoz      | Partido de la U                   |
| La Vega                | Carlos Oliver Ordoñez Paz        | Partido Conservador               |
| López                  | Wilmer Adher Riascos Arboleda    | Partido Conservador               |
| Mercaderes             | Alcy Muñoz Perdomo               | Partido de la U                   |
| Miranda                | Jose Leonardo Valencia Narvaez   | Partido Liberal                   |
| Morales                | Silvio Villegas Sandoval         | Coalición (Liberal-P. de la U)    |
| Padilla                | Victor Hugo Vidal Aguilar        | Cambio Radical                    |
| Paez                   | Marco Albeiro Gutierrez Penagos  | ASI                               |
| Patía                  | Francisco Tulio Arias Gomez      | Partido Liberal                   |
| Piamonte               | Jose Joaquin Ramos Rodriguez     | Partido de la U                   |
| Piendamó               | Victor Isaac Valencia Sandoval   | Partido Conservador               |
| Puerto Tejada          | Tobias Balanta Murillo           | Partido de la U                   |
| Puracé                 | Jairo Rolando Certuche Garces    | Cambio Radical                    |
| Rosas                  | Jesus Eduardo Diaz Rios          | Partido de la U                   |
| San Sebastián          | Juan Alberto Ordoñez Ceron       | Partido Liberal                   |
| Santander de Quilichao | Alvaro Hernando Mendoza Bermudez | Coalición (C. Radical-P. de la U) |
| Santa Rosa             | Jaime Alberto Urrutia Joaqui     | Partido de la U                   |
| Silvia                 | Jose Gustavo Cuene Correa        | ASI                               |
| Sotara                 | Arnold Yesid Paz Castro          | Alianza Verde                     |
| Suárez                 | Hernando Ramirez Ramirez         | Partido Liberal                   |
| Sucre                  | Carlos Ruber Mora Mora           | Alianza Verde                     |
| Timbío                 | Libardo Vasquez Manzano          | Coalición (AICO-Liberal)          |
| Timbiquí               | Tito Ever Ramirez Gomez          | MAIS                              |
| Toribio                | Alcibiades Escue Musicue         | MAIS                              |
| Totoró                 | Hilario Sanchez Sanchez          | ASI                               |
| Villa Rica             | Jenny Nair Gomez                 | Partido Liberal                   |

#### Cesar
| Municipio           | Candidato Ganador               | Partido Ganador                               |
| ------------------- | ------------------------------- | --------------------------------------------- |
| Valledupar          | Augusto Daniel Ramirez Uhia     | Coalición (ASI-Conservador-GSC)               |
| Aguachica           | Henry Ali Montes Montealegre    | Coalición (C. Democrático-C. Radical-Liberal) |
| Agustín Codazzi     | Luis Vladimir Peñaloza Fuentes  | Cambio Radical                                |
| Astrea              | Sandy Sepulveda Sanchez         | ASI                                           |
| Becerril            | Juan Francisco Rojas Hinojosa   | Partido Conservador                           |
| Bosconia            | Juan Enrique Aaron Rivero       | Coalición (C.Radical-Liberal)                 |
| Chimichagua         | Maritza Perez Ramirez           | Partido Conservador                           |
| Chiriguaná          | Zunilda Toloza Perez            | Partido de la U                               |
| Curumaní            | Laura Marcela Herrera Trillos   | Opción Ciudadana                              |
| El Copey            | Jose Luis Nieves Perez          | Partido Liberal                               |
| El Paso             | Hidalfo Rafael De La Cruz Ortiz | Alianza Verde                                 |
| Gamarra             | Libardo Cruz Casado             | Opción Ciudadana                              |
| González            | Jose Emilio Osorio Rocha        | Partido Conservador                           |
| La Gloria           | Fermin Augusto Cruz Quintero    | Opción Ciudadana                              |
| La Jagua de Ibirico | Yarcely Leonor Rangel Restrepo  | Coalición (O. ciudadana-P. de la U)           |
| Manaure             | Ever Antonio Santana Torres     | Opción Ciudadana                              |
| Pailitas            | Carlos Javier Toro Velasquez    | Partido Liberal                               |
| Pelaya              | Edwer Perez Acosta              | Partido de la U                               |
| Pueblo Bello        | Juan Francisco Villazon Tafur   | Partido de la U                               |
| Río de Oro          | Carlos Alveiro Meneses Perez    | Partido Conservador                           |
| La Paz              | Andrea Doria Ovalle Arzuaga     | Partido Conservador                           |
| San Alberto         | Pedro Rafael Guevara Chogo      | Cambio Radical                                |
| San Diego           | Elvia Milena Sanjuan Davila     | Cambio Radical                                |
| San Martín          | Saul Eduardo Celis Carvajal     | Partido Conservador                           |
| Tamalameque         | Jorge Alonso Castro Jaraba      | Partido de la U                               |

#### Chocó
| Municipio          | Candidato Ganador                    | Partido Ganador                                          | Votos  | %      |
| ------------------ | ------------------------------------ | -------------------------------------------------------- | ------ | ------ |
| Acandí             | Lilia Isabel Córdoba Borja           | Partido Cambio Radical                                   | 1.985  | 39,31% |
| Alto Baudo         | Carmen Edithza Londoño Mosquera      | Pacto U Mais por el desarrollo del Alto Baudó            | 3.445  | 55,80% |
| Atrato             | Crescencio Enrique Bejarano Palacios | Partido Cambio Radical                                   | 1.569  | 30,55% |
| Bagadó             | Marinela Palomeque Serna             | Partido Liberal Colombiano-Movimiento MAIS               | 1.549  | 31,42% |
| Bahía Solano       | Harley Liliana Ortiz Salazar         | Partido Cambio Radical-Partido de la U                   | 2.592  | 54,28% |
| Bajo Baudo         | Jhon Jared Murillo Ramírez           | Unidos por el Cambio Así Ganamos Todos                   | 3.172  | 51,11% |
| Bojayá             | Jeremías Moreno Álvarez              | Partido de Unidad Nacional                               | 1.850  | 41,38% |
| Carmen del Darién  | Erlin Ibarguen Moya                  | Partido Cambio Radical                                   | 1.597  | 47,54% |
| Certeguí           | Lina Patricia Moreno Palacios        | Certegui Una Causa Común                                 | 1.284  | 41,29% |
| Condoto            | Luz Marina Agualimpia Benítez        | Partido Cambio Radical                                   | 3.663  | 55,14% |
| El Cantón          | Elkin Antonio Palacios Palacios      | Partido de Unidad Nacional                               | 1.580  | 47,56% |
| El Carmen          | Jorge Iván Bedoya Montoya            | Partido de Unidad Nacional                               | 1.393  | 37,31% |
| El Litoral         | Wilinton Ibarguen Posso              | Alianza Social Independiente                             | 2.166  | 49,67% |
| Istmina            | Arbey Antonio Pino Mosquera          | Partido Liberal Colombiano                               | 5.413  | 46,77% |
| Juradó             | Alberto Achito Lubiasa               | Partido de Unidad Nacional-Partido Cambio Radical        | 895    | 53,88% |
| Lloró              | Heneil Correa Rentería               | Partido Liberal Colombiano                               | 2.053  | 43,47% |
| Medio Atrato       | Jesús Enrique Moya Mena              | Partido Liberal Colombiano-Alianza Social Independiente  | 2.155  | 57,46% |
| Medio Baudo        | Gilder Palacios Mosquera             | Partido Cambio Radical                                   | 2.596  | 49,66% |
| Medio San Juan     | Liyis Rocío Rivas Benítez            | Alianza Verde                                            | 2.101  | 48,51% |
| Novita             | Deyler Eduardo Camacho Mosquera      | Partido Conservador Colombiano                           | 1.535  | 46,26% |
| Nuquí              | Everto López Perea                   | Partido de Unidad Nacional                               | 1.907  | 55,24% |
| Quibdó             | Isaías Chalá Ibargüen                | Partido Cambio Radical-Partido Conservador-Alianza Verde | 18.134 | 47,64% |
| Río Iro            | Rigoberto Mosquera Mosquera          | Partido Liberal Colombiano-Partido de la U               | 1.585  | 65,95% |
| Río Quito          | Heraclio Mena Romaña                 | Partido de Unidad Nacional                               | 1.872  | 42,81% |
| Riosucio           | Luis Enrique Mena Rentería           | Partido de Unidad Nacional                               | 3.390  | 44,50% |
| San José Palmar    | León Fabio Marín Moncada             | Alianza Social Independiente                             | 1.420  | 58,07% |
| Sipi               | Luis Ángel Largacha Caicedo          | Partido Liberal Colombiano-Partido de la U               | 1.165  | 70,47% |
| Tadó               | Arismendy Agustín García Mosquera    | Convergencia                                             | 4.471  | 57,50% |
| Unguía             | Cayetano Tapias Romero               | Partido Opción Ciudadana                                 | 1.785  | 37,72% |
| Unión Panamericana | Martin Elías Aguilar Hurtado         | Partido Conservador Colombiano-Centro Democrático        | 1.569  | 43,21% |

#### Córdoba
| Municipio               | Candidato Ganador                    | Partido Ganador                               |
| ----------------------- | ------------------------------------ | --------------------------------------------- |
| Montería                | Marcos Daniel Pineda Garcia          | Coalición (C. Radical-Conservador-P. de la U) |
| Ayapel                  | Maricel Nader Nader                  | Partido de la U                               |
| Buenavista              | Miguel Emiro Guzman Mieles           | Opción Ciudadana                              |
| Canalete                | Armando Jose Lambertinez Bolaño      | Partido de la U                               |
| Cereté                  | Salim Hamed Chagui Florez            | MAIS                                          |
| Chimá                   | Juan Pascual Custode Vivanco         | Partido Conservador                           |
| Chinú                   | Teresa Maria Salamanca De Avilez     | Cambio Radical                                |
| Ciénaga de Oro          | Alejandro Javier Mejia Castaño       | Cambio Radical                                |
| Cotorra                 | Luis Alejandro Doria Llorente        | Partido de la U                               |
| La Apartada             | Nelys Piedad Romero De Aguas         | Opción Ciudadana                              |
| Lorica                  | Nancy Sofia Jattin Martinez          | Partido de la U                               |
| Los Córdobas            | Juan Carlos Yances Padilla           | MAIS                                          |
| Momil                   | Erika Patricia Diaz Mezquida         | Partido de la U                               |
| Montelíbano             | Francisco Daniel Alean Martinez      | Cambio Radical                                |
| Moñitos                 | Alvaro Jose Casseres Matoza          | Partido Liberal                               |
| Planeta Rica            | Gilberto Ramiro Montes Villalba      | Partido Conservador                           |
| Pueblo Nuevo            | Ovidio Miguel Hoyos Paternina        | Coalición (C. Radical-Conservador)            |
| Puerto Escondido        | Cristilda Maria Marsiglia Hernandez  | Opción Ciudadana                              |
| Puerto Libertador       | Espedito Manuel Duque Cuadrado       | Cambio Radical                                |
| Purísima                | Daniel Eduardo Lopez Palencia        | Partido Conservador                           |
| Sahagún                 | Baldomero Jose Villadiego Carrascal  | Partido de la U                               |
| San Andrés Sotavento    | Sergio Rafael Romero Basilio         | AICO                                          |
| San Antero              | Dennys Chica Fuentes                 | Partido de la U                               |
| San Bernardo del Viento | Elber Luis Lopez Lopez               | Partido de la U                               |
| San Carlos              | Víctor Manuel Valverde Perez         | AICO                                          |
| San José de Uré         | Luis Jose Gonzalez Acosta            | Partido de la U                               |
| San Pelayo              | Maria Alejandra Forero Pareja        | Partido de la U                               |
| Tierralta               | Fabio Leonardo Otero Avilez          | Coalición (ASI-MAIS-O. ciudadana-Liberal)     |
| Tuchín                  | Noris Del Carmen Hernandez Velasquez | Partido Conservador                           |
| Valencia                | Jose Ignacio Gomez Ramos             | Partido de la U                               |

#### Cundinamarca
| Municipio                  | Candidato Ganador                  | Partido Ganador                                                          |
| -------------------------- | ---------------------------------- | ------------------------------------------------------------------------ |
| Agua de Dios               | Yanit Esther Mora Moscote          | Coalición (ASI-C. Democrático-Liberal)                                   |
| Albán                      | David Arturo Pardo Fierro          | Centro Democrático                                                       |
| Anapoima                   | Yair Rodriguez Espinosa            | Coalición (Liberal-P. de la U)                                           |
| Anolaima                   | Pompilio Enrique Torres Orjuela    | Coalición (O. ciudadana-P. de la U)                                      |
| Apulo                      | Gustavo Garcia Bernal              | Coalición (MAIS-Liberal-P. de la U)                                      |
| Arbeláez                   | Jorge Alberto Godoy Lozano         | Partido Conservador                                                      |
| Beltrán                    | Nury Barragan Suarez               | Coalición (C. Radical-O. Ciudadana)                                      |
| Bituima                    | Guillermo Barrera Medina           | Coalición (C. Radical-P. de la U)                                        |
| Bojacá                     | Juan Carlos Gaitan Chirivi         | Cambio Radical                                                           |
| Cabrera                    | Orlando Romero Ortiz               | Partido Liberal                                                          |
| Cachipay                   | Alvaro Moya Silva                  | Coalición (C. Radical-P. de la U)                                        |
| Cajicá                     | Orlando Diaz Canasto               | Coalición (C. Radical-MAIS-Liberal)                                      |
| Caparrapí                  | Jose Joaquin Sanchez Chavez        | Opción Ciudadana                                                         |
| Caqueza                    | Guillermo Gutierrez Cruz           | Centro Democrático                                                       |
| Carmen de Carupa           | Alejandro Ortiz Puentes            | Centro Democrático                                                       |
| Chaguaní                   | Mauricio Enrique Ramirez Gomez     | Coalición (C. Radical-P. de la U)                                        |
| Chía                       | Leonardo Donoso Ruiz               | Coalición (Verde-C. Radical-P. de la U)                                  |
| Chipaque                   | Ariel Danilo Basto Trujillo        | Coalición (Conservador-Liberal-P. de la U)                               |
| Choachí                    | Alvaro Gutierrez Pardo             | Coalición (C. Radical-P. de la U)                                        |
| Chocontá                   | Jorge Enrique Pinzon Pinzon        | Partido Conservador                                                      |
| Cogua                      | William Dario Forero Forero        | Coalición (AICO-ASI-Verde-O. ciudadana-P. de la U)                       |
| Cota                       | Carlos Julio Moreno Gomez          | Opción Ciudadana                                                         |
| Cucunubá                   | Sandra Liliana Jara Alonso         | Partido Conservador                                                      |
| El Colegio                 | Oscar Mauricio Nuñez Jimenez       | ASI                                                                      |
| El Peñón                   | Gustavo Adolfo Mojica Vargas       | Cambio Radical                                                           |
| El Rosal                   | Hugo Orlando Arevalo Pulido        | Coalición (C. Radical-Liberal)                                           |
| Facatativá                 | Pablo Emilio Malo Garcia           | Partido Liberal                                                          |
| Fomeque                    | Jorge Edilberto Torres Acosta      | Coalición (C. Radical-P. de la U)                                        |
| Fosca                      | Milton Albino Barbosa Rey          | Cambio Radical                                                           |
| Funza                      | Manuel Antonio Montagu Briceño     | Coalición (AICO-Verde-C. Radical-MAIS-O. ciudadana-P. de la U)           |
| Fúquene                    | Oscar Fredy Rojas Briceño          | Opción Ciudadana                                                         |
| Fusagasugá                 | Luis Antonio Cifuentes Sabogal     | Coalición (C. Radical-Liberal-P. de la U)                                |
| Gachala                    | German Martinez Beltran            | Partido Liberal                                                          |
| Gachancipá                 | Jose Joaquin Cubides Ariza         | Coalición (C. Radical-Verde-O. ciudadana-Conservador-Liberal)            |
| Gachetá                    | Julio Enrique Aguilera Jimenez     | Partido Conservador                                                      |
| Gama                       | Ernesto Avelino Ruiz Martinez      | Centro Democrático                                                       |
| Girardot                   | Cesar Fabian Villalba Acevedo      | Cambio Radical                                                           |
| Granada                    | Jose David Alvarado Padilla        | Coalición (C. Radical-Conservador-P. de la U)                            |
| Guachetá                   | Pablo Enrique Quicazan Ballesteros | Alianza Verde                                                            |
| Guaduas                    | Jesus Edisson Ramirez Martinez     | Coalición (Conservador-Liberal)                                          |
| Guasca                     | Miguel Arturo Garavito Diaz        | Partido Conservador                                                      |
| Guataquí                   | Jose Evaristo Albadan Cardenas     | Partido de la U                                                          |
| Guatavita                  | Robeth Yamit Peña Romero           | Cambio Radical                                                           |
| Guayabal de Siquima        | Sergio Paul Vera Sierra            | Partido Conservador                                                      |
| Guayabetal                 | Javier Ricardo Castro Duque        | Coalición (Verde-C. Radical-P. de la U)                                  |
| Gutiérrez                  | Rubiel Sabogal Agudelo             | Partido Conservador                                                      |
| Jerusalén                  | María Eugenia Salguero Cruz        | Partido de la U                                                          |
| Junín                      | Maria Elica Prieto Bustos          | Cambio Radical                                                           |
| La Calera                  | Ana Lucia Escobar Vargas           | Cambio Radical                                                           |
| La Mesa                    | Mercedes Rodriguez Gonzalez        | Opción Ciudadana                                                         |
| La Palma                   | Adrian Tovar Espitia               | Centro Democrático                                                       |
| La Peña                    | Heber Augusto Lozano Pulgarin      | Coalición (C. Radical-P. de la U)                                        |
| La Vega                    | Luis Edilberto Chaves Alvarado     | Coalición (Verde-C. Radical-O. ciudadana-Conservador-Liberal-P. de la U) |
| Lenguazaque                | Camilo Andres Lara Gomez           | Partido Conservador                                                      |
| Macheta                    | Rafael Mauricio Forero Briceño     | Coalición (C. Radical-Liberal-P. de la U)                                |
| Madrid                     | Orlando Alberto Cardona Rojas      | Coalición (ASI-Verde-MAIS-Liberal)                                       |
| Manta                      | Edgar Ernesto Robayo Guerrero      | Partido de la U                                                          |
| Medina                     | Diana Marcela Rodriguez Suarez     | Centro Democrático                                                       |
| Mosquera                   | Raul Emilio Casallas Rodriguez     | Coalición (ASI-Verde-C. Radical-O. ciudadana-P. de la U)                 |
| Nariño                     | Rodolfo Martinez Sanchez           | Partido Conservador                                                      |
| Nemocón                    | Renzo Alexander Sanchez Sabio      | Coalición (ASI-C. Radical-Liberal)                                       |
| Nilo                       | Juan Carlos Martin Caviedes        | Coalición (C. Democrático-C. Radical-Liberal)                            |
| Nimaima                    | Danilo Andres Rocha Enciso         | Coalición (O. ciudadana-P. de la U)                                      |
| Nocaima                    | William Guillermo Ospina Delgado   | Partido Conservador                                                      |
| Venecia                    | Javier Orlando Villalba Torres     | Opción Ciudadana                                                         |
| Pacho                      | Ronald David Rangel Bermudez       | Cambio Radical                                                           |
| Paime                      | Liliana Sofia Rueda Acuña          | Coalición (O. ciudadana-P. de la U)                                      |
| Pandi                      | Sandra Lorena Pulido Gutierrez     | Coalición (Conservador-P. de la U)                                       |
| Paratebueno                | Elkin Javier Parra Pedraza         | Opción Ciudadana                                                         |
| Pasca                      | Carlos Gilberto Muñoz Rodriguez    | Coalición (C. Radical-Liberal-P. de la U)                                |
| Puerto Salgar              | Victoria Eugenia Ortegon Sanchez   | Opción Ciudadana                                                         |
| Pulí                       | Jhonatan Alexander Vera Mora       | Partido de la U                                                          |
| Quebradanegra              | Julio Cesar Triana Leon            | Coalición (O. ciudadana-Liberal-P. de la U)                              |
| Quetame                    | Willder Enrique Moreno Hernandez   | Coalición (C. Radical-P. de la U)                                        |
| Quipile                    | Pedro Luis Aponte Castro           | Partido Conservador                                                      |
| Ricaurte                   | Carlos Andres Prada Jimenez        | Coalición (Verde-MAIS-Conservador-Liberal)                               |
| San Antonio del Tequendama | Luis Maria Gordillo Sanchez        | Coalición (O. ciudadana-Liberal)                                         |
| San Bernardo               | Libardo Morales Cabezas            | Coalición (Verde-Liberal-P. de la U)                                     |
| San Cayetano               | Luis Alejandro Roncancio Rincon    | Cambio Radical                                                           |
| San Francisco              | Edgar Guerrero Sanchez             | Coalición (Verde-P. de la U)                                             |
| San Juan de Río Seco       | Jose Gregorio Espejo Jimenez       | Centro Democrático                                                       |
| Sasaima                    | Hector Fabian Garavito Peñuela     | Partido Conservador                                                      |
| Sesquilé                   | Nelson Uriel Robayo Lopez          | Coalición (Conservador-P. de la U)                                       |
| Sibaté                     | Carlos Elmer Velandia Barreto      | Coalición (C. Radical-Liberal)                                           |
| Silvania                   | Jorge Enrique Sabogal Lara         | Coalición (C. Radical-MAIS-P. de la U)                                   |
| Simijaca                   | German Leonidas Rodriguez Albornoz | Partido Conservador                                                      |
| Soacha                     | Eleazar Gonzalez Casas             | Coalición (ASI-C. Radical-O. ciudadana-Liberal)                          |
| Sopó                       | William Octavio Venegas Ramirez    | Coalición (AICO-P. de la U)                                              |
| Subachoque                 | Juan Guillermo Cortes Ballen       | Coalición (C. Radical-O.Ciudadana)                                       |
| Suesca                     | Orlando Quilaguy Mestizo           | Coalición (C. Radical-Liberal)                                           |
| Supatá                     | Carlos Andres Cardenas Gomez       | Partido Conservador                                                      |
| Susa                       | Oscar Eduardo Rocha Ramirez        | Partido Conservador                                                      |
| Sutatausa                  | Hugo Orlando Santa Rodriguez       | Centro Democrático                                                       |
| Tabio                      | Ruben Dario Acero Garcia           | Partido Conservador                                                      |
| Tausa                      | Jaime Alexander Rodriguez Ballen   | Coalición (C. Radical-P. de la U)                                        |
| Tena                       | Henry Oswaldo Martinez Moreno      | Coalición (C. Radical-P. de la U)                                        |
| Tenjo                      | Juan Gabriel Gomez Campos          | Centro Democrático                                                       |
| Tibacuy                    | Eduar Javier Serrano Orjuela       | Coalición (Verde-P. de la U)                                             |
| Tibirita                   | Maria Patricia Vaca Castillo       | Partido Conservador                                                      |
| Tocaima                    | Wilmar Alexander Martinez Bareño   | Coalición (ASI-C.Radical)                                                |
| Tocancipá                  | Walfrando Adolfo Forero Bejarano   | Centro Democrático                                                       |
| Topaipí                    | Nancy Garrido Bolaños              | Coalición (ASI-O. ciudadana-P. de la U)                                  |
| Ubalá                      | Danilo Antonio Salinas Martinez    | Coalición (C .Radical-Conservador-P. de la U)                            |
| Ubaque                     | Edgar Orlando Aguas Alba           | ASI                                                                      |
| Ubaté                      | Edgar Jairo Marquez Carrillo       | Coalición (Verde-P. de la U)                                             |
| Une                        | Yecith Efren Angel Romero          | Cambio Radical                                                           |
| Útica                      | Alfonso Mahecha Arias              | Partido Conservador                                                      |
| Vergara                    | Ana Maria Mahecha Olarte           | Coalición (C.Democrático-Conservador)                                    |
| Vianí                      | Diego Alexander Bonilla Aguillon   | Coalición (O. ciudadana-Conservador-P. de la U)                          |
| Villagómez                 | Victor Hugo Contreras Garzon       | Partido Conservador                                                      |
| Villapinzón                | Gildardo Ansisar Melo Garnica      | Coalición (Conservador-P. de la U)                                       |
| Villeta                    | Jhon Alexander Morera Gutierrez    | Partido Conservador                                                      |
| Viotá                      | Hector Jorge Cante Acosta          | Coalición (C. Democrático-O.Ciudadana)                                   |
| Yacopí                     | John Jaime Sanchez Sanchez         | Coalición (C. Radical-P. de la U)                                        |
| Zipacón                    | Gustavo Cortes Camacho             | Coalición (C. Radical-O. ciudadana-Liberal)                              |
| Zipaquirá                  | Luis Alfonso Rodriguez Valbuena    | Coalición (C. Democrático-Liberal)                                       |

#### Guainía
| Municipio | Candidato Ganador            | Partido Ganador |
| --------- | ---------------------------- | --------------- |
| Inírida   | Camilo Andres Puentes Garzon | Partido Liberal |

#### Guaviare
| Municipio             | Candidato Ganador            | Partido Ganador         |
| --------------------- | ---------------------------- | ----------------------- |
| San José del Guaviare | Efrain Rivera Roldan         | Coalición (ASI-Liberal) |
| Calamar               | Pedro Pablo Novoa Bernal     | Partido de la U         |
| El Retorno            | Oscar Eduardo Ospina Ortiz   | Partido de la U         |
| Miraflores            | Arley De Jesus Acosta Orozco | Cambio Radical          |

#### Huila
| Municipio    | Candidato Ganador                | Partido Ganador                        |
| ------------ | -------------------------------- | -------------------------------------- |
| Neiva        | Rodrigo Armando Lara Sanchez     | Alianza Verde                          |
| Acevedo      | Luzdey Artunduaga Castro         | Coalición (C. Democrático-Conservador) |
| Agrado       | Waldina Losada Vega              | Partido Conservador                    |
| Aipe         | Jose Sevel Castro Tovar          | Partido Liberal                        |
| Algeciras    | Javier Rivera Cortes             | Coalición (C. Radical-P. de la U)      |
| Altamira     | Yecid Rodriguez Tovar            | Partido Liberal                        |
| Baraya       | Luis Enrique Cardoso Tovar       | Cambio Radical                         |
| Campoalegre  | Aldemar Gutierrez Muñoz          | Coalición (ASI-C. Radical)             |
| Colombia     | Adelia Guzman Garcia             | Partido Liberal                        |
| Elías        | Juan Diego Trujillo Artunduaga   | Cambio Radical                         |
| Garzón       | Edgar Bonilla Ramirez            | Alianza Verde                          |
| Gigante      | Josue Manrique Murcia            | Cambio Radical                         |
| Guadalupe    | Maria Del Socorro Diaz Motta     | Partido de la U                        |
| Hobo         | Carlos Alberto Tovar Bautista    | Partido Liberal                        |
| Iquira       | Alberto Yustres Barrera          | Partido Conservador                    |
| Isnos        | Rigoberto Rosero Gomez           | Centro Democrático                     |
| La Argentina | Edwin Harvey Barajas Hernandez   | Cambio Radical                         |
| La Plata     | Luis Armando Ricardo Castillo    | Coalición (C. Radical-P. de la U)      |
| Nátaga       | Edna Magaly Alvarez Serrato      | Partido Conservador                    |
| Oporapa      | Pablo John Trujillo Motta        | Cambio Radical                         |
| Paicol       | Henry Duran Duran                | GSC                                    |
| Palermo      | Victor Ernesto Polania Vanegas   | Partido Conservador                    |
| Palestina    | Carlos Eliecer Motta Pardo       | Partido Liberal                        |
| Pital        | Emilio Leiva Leal                | Partido Liberal                        |
| Pitalito     | Miguel Antonio Rico Rincon       | Coalición (C. Radical-P. de la U)      |
| Rivera       | Nestor Ramiro Barreiro Andrade   | Coalición (C. Radical-P. de la U)      |
| Saladoblanco | Zuleima Patricia Peña Valenzuela | Coalición (C. Radical-P. de la U)      |
| San Agustín  | Ever Bolaños Jojoa               | Partido de la U                        |
| Santa María  | Nolberto Castro Trujillo         | Partido Conservador                    |
| Suaza        | Jose Ricardo Cabrera Artunduaga  | Coalición (C. Democrático-Conservador) |
| Tarqui       | Cesar Augusto Alvarado Osorio    | Partido Conservador                    |
| Tesalia      | Fabio Ramirez                    | Partido de la U                        |
| Tello        | Eduer Holguin Lopez              | Partido Liberal                        |
| Teruel       | Alberto Calderon Ramirez         | Alianza Verde                          |
| Timaná       | Juan Bautista Rojas Parra        | Opción Ciudadana                       |
| Villavieja   | Yordan Aris Pacheco Toncon       | Partido de la U                        |
| Yaguará      | Rafael Ramirez Gonzalez          | ASI                                    |

#### La Guajira
| Municipio          | Candidato Ganador                  | Partido Ganador  |
| ------------------ | ---------------------------------- | ---------------- |
| Riohacha           | Fabio David Velasquez Rivadeneira  | Cambio Radical   |
| Albania            | Pablo Parra Cordoba                | Opción Ciudadana |
| Barrancas          | Jorge Alberto Cerchiaro Figueroa   | Opción Ciudadana |
| Dibulla            | Bienvenido Jose Mejia Brito        | Partido de la U  |
| Distracción        | Pedro Javier Guerra Chinchia       | Partido Liberal  |
| El Molino          | Maria Isabel Zabaleta Quintero     | Partido de la U  |
| Fonseca            | Misael Arturo Velasquez Granadillo | Opción Ciudadana |
| Hatonuevo          | Rafael Angel Ojeda Brito           | Partido de la U  |
| La Jagua del Pilar | Jose Amiro Moron Nuñez             | Partido Liberal  |
| Maicao             | Jose Carlos Molina Becerra         | Cambio Radical   |
| Manaure            | Aldemar Ibarra Mejia               | Opción Ciudadana |
| San Juan del Cesar | Luis Manuel Daza Mendoza           | Cambio Radical   |
| Uribia             | Luis Enrique Solano Redondo        | Partido Liberal  |
| Urumita            | Giovanny Javier Ramos Barros       | Opción Ciudadana |
| Villanueva         | Luis Alberto Baquero Daza          | Partido de la U  |

#### Magdalena
| Municipio                   | Candidato Ganador                    | Partido Ganador     |
| --------------------------- | ------------------------------------ | ------------------- |
| Santa Marta                 | Rafael Alejandro Martinez            | GSC                 |
| Algarrobo                   | Maribel Andrade Zambrano             | Partido Conservador |
| Aracataca                   | Pedro Javier Sanchez Rueda           | Opción Ciudadana    |
| Ariguaní                    | Rivelino De Jesus Mendoza Ballestas  | Partido de la U     |
| Cerro San Antonio           | Edgard De Jesus Fernandez Lafaurie   | Cambio Radical      |
| Chivolo                     | Hernan Julio Barrios Orozco          | Partido Liberal     |
| Ciénaga                     | Edgardo De Jesus Perez Diaz          | Cambio Radical      |
| Concordia                   | Pedro Jesus Ospino Castro            | Cambio Radical      |
| El Banco                    | Victor Rangel Lopez                  | Partido de la U     |
| El Piñon                    | Magueth Del Amparo Montero Meriño    | Partido Liberal     |
| El Retén                    | John Sneider Vargas Lara             | Partido de la U     |
| Fundación                   | Mallath Paola Martinez Cantillo      | Partido Liberal     |
| Guamal                      | Elkin Mendez Posteraro               | Cambio Radical      |
| Nueva Granada               | Oscar Enrique Ruiz Bohorquez         | Partido Liberal     |
| Pedraza                     | Gustavo Aquileo Osorio Osorio        | Partido Liberal     |
| Pijiño del Carmen           | Orlando Machado Machado              | Cambio Radical      |
| Pivijay                     | Eduardo Enrique Villa Mozo           | Cambio Radical      |
| Plato                       | Jairo Antonio Molina De Arco         | Partido de la U     |
| Puebloviejo                 | Wilfrido Rafael Ayala Moreno         | Partido Liberal     |
| Remolino                    | Jose De Jesus Nolasco Hernandez      | Opción Ciudadana    |
| Sabanas de San Angel        | Shirley Patricia Pimienta Martinez   | Partido Liberal     |
| Salamina                    | Jose Nicolas Diaz Marchena           | Partido Liberal     |
| San Sebastián de Buenavista | Edgar Iturriago Fuentes              | Partido de la U     |
| San Zenón                   | Alberto Martinez Martinez            | Cambio Radical      |
| Santa Ana                   | Lourdes Del Rosario Chicre Campo     | Cambio Radical      |
| Santa Bárbara de Pinto      | Ricardo Lucio Andrade Martinez       | Cambio Radical      |
| Sitionuevo                  | Jose Manuel Gomez Melendez           | Partido de la U     |
| Tenerife                    | Jorge Miguel Mercado Botero          | Partido Liberal     |
| Zapayán                     | Manuel De La Cruz Pacheco            | Partido Liberal     |
| Zona Bananera               | Olmes De Jesus Echeverria De La Rosa | Cambio Radical      |

#### Meta
| Municipio            | Candidato Ganador                | Partido Ganador                        |
| -------------------- | -------------------------------- | -------------------------------------- |
| Villavicencio        | Wilmar Orlando Barbosa Rozo      | Coalición (C. Radical-GSC)             |
| Acacías              | Victor Orlando Gutierrez Jimenez | Alianza Verde                          |
| Barranca de Upía     | Fredy Enrrique Castro Gomez      | Partido Liberal                        |
| Cabuyaro             | Luis Felipe Piñeros Rojas        | Partido Liberal                        |
| Castilla la Nueva    | Willian Medina Caro              | Coalición (C. Radical-Conservador)     |
| Cubarral             | Ingriht Xisley Acosta Carvajal   | Centro Democrático                     |
| Cumaral              | Miguel Antonio Caro Blanco       | MAIS                                   |
| El Calvario          | Jeasson Julian Velasquez Molano  | Centro Democrático                     |
| El Castillo          | Eliecer Urrea Moreno             | Partido Liberal                        |
| El Dorado            | Oscar Olaya Lopez                | Partido Conservador                    |
| Fuente de Oro        | Jesus Antonio Londoño Zapata     | Cambio Radical                         |
| Granada              | Juan Carlos Mendoza Rendon       | Cambio Radical                         |
| Guamal               | Cristobal Enrique Lozano Caicedo | Coalición (C. Democrático-Conservador) |
| Mapiripán            | Alexander Mejia Buitrago         | Partido Liberal                        |
| Mesetas              | Yonier Alfredo Florez Mendieta   | Alianza Verde                          |
| La Macarena          | Ismael Medellin Dueñas           | Partido Conservador                    |
| Uribe                | Jaime Pacheco Garcia             | Partido Liberal                        |
| Lejanías             | Rene Bernardo Galindo Guerrero   | Partido Liberal                        |
| Puerto Concordia     | Luis Roberto Gonzalez Sanchez    | ASI                                    |
| Puerto Gaitán        | Jose Alexander Fierro Guayara    | MAIS                                   |
| Puerto López         | Víctor Manuel Bravo Rodriguez    | Centro Democrático                     |
| Puerto Lleras        | Jhonn Kenyde Triana Osmas        | Partido Liberal                        |
| Puerto Rico          | Luis Alfonso Suarez Sanchez      | Coalición (ASI-C.Radical)              |
| Restrepo             | Cesar Augusto Robayo Alvarez     | Partido Conservador                    |
| San Carlos de Guaroa | Ronal Yamid Lozano Delgado       | Partido Liberal                        |
| San Juan de Arama    | Agapito Gonzalez Medina          | Centro Democrático                     |
| San Juanito          | Ramiro Jimenez Segura            | Partido de la U                        |
| San Martín           | Jhonatan David Neira             | Cambio Radical                         |
| Vistahermosa         | Marco Antonio Gordillo Ruiz      | MAIS                                   |

#### Nariño
| Municipio            | Candidato Ganador                   | Partido Ganador                            |
| -------------------- | ----------------------------------- | ------------------------------------------ |
| Pasto                | Pedro Vicente Obando Ordoñez        | GSC                                        |
| Albán                | Yolanda Gomez Gomez                 | Partido Conservador                        |
| Aldana               | Oscar Javier Quitiaquez Quitiaquez  | AICO                                       |
| Ancuyá               | Diego Nixon Ortiz Lopez             | Partido de la U                            |
| Arboleda             | Ciro Rafael Delgado Gaviria         | Partido Conservador                        |
| Barbacoas            | Eder Escobar Angulo                 | Partido Liberal                            |
| Belén                | Helder Anacona Ordoñez              | Partido de la U                            |
| Buesaco              | Hugo Armando Castro Lopez           | Partido Conservador                        |
| Colón                | Miller Eloy Muñoz Muñoz             | Cambio Radical                             |
| Consaca              | Aydee Marleny Patiño Rosero         | Cambio Radical                             |
| Contadero            | Jairo Ancisar Escobar Orbes         | Partido Conservador                        |
| Córdoba              | Julio Albeiro Guerrero Cardenas     | Partido Conservador                        |
| Cuaspud              | Ernesto Javier Velasco Revelo       | AICO                                       |
| Cumbal               | Eduardo Frey Valenzuela Valenzuela  | Partido Liberal                            |
| Cumbitara            | Silvio Sigifredo Rosero Romo        | Partido de la U                            |
| Chachagüí            | Arnulfo Eduardo Pinta Lopez         | Coalición (Liberal-P. de la U)             |
| El Charco            | Milton Cuero Tejada                 | ASI                                        |
| El Peñol             | Diego Marino Noguera Ordoñez        | Partido de la U                            |
| El Rosario           | Erwin Yonsy Montoya Cordoba         | Partido Conservador                        |
| El Tablón de Gómez   | Hernan Arturo Melendez              | ASI                                        |
| El Tambo             | Juan Pablo Barrera Fajardo          | Partido Conservador                        |
| Funes                | Julio Eduardo Delgado Sanchez       | Alianza Verde                              |
| Guachucal            | Ana Lucia Inampues Toro             | Partido Conservador                        |
| Guaitarilla          | Dilson Johnfrey Martinez Pantoja    | Coalición (Verde-Conservador)              |
| Gualmatán            | Oscar Ivan Dorado Rodriguez         | Cambio Radical                             |
| Iles                 | Jose Francisco Oviedo Mora          | ASI                                        |
| Imués                | Jose Luis Tobar Zambrano            | Partido de la U                            |
| Ipiales              | Ricardo Romero                      | MAIS                                       |
| La Cruz              | Marco Roman Palacios Enriquez       | Coalición (ASI-Liberal)                    |
| La Florida           | Ivan Jesus Gustin Santacruz         | Cambio Radical                             |
| La Llanada           | Afranio Alvarez Romo                | Partido Conservador                        |
| La Tola              | Federman Riascos Lerma              | Polo Democrático Alternativo               |
| La Unión             | Floriberto Suarez Ortiz             | Partido Liberal                            |
| Leiva                | Jorge Armando Daza Muñoz            | Coalición (Verde-Conservador)              |
| Linares              | Luis Carlos Lucero Caicedo          | Alianza Verde                              |
| Los Andes            | Jimmy Fernando Ramos Jurado         | Coalición (C. Radical-Conservador)         |
| Magüi                | Walter Hernando Quiñones Castillo   | Alianza Verde                              |
| Mallama              | Alirio Jesus Mora Rosero            | Coalición (AICO-Liberal)                   |
| Mosquera             | Johan Vasquez Moreno                | Partido Conservador                        |
| Nariño               | Jamer Yohan Muñoz Martinez          | Cambio Radical                             |
| Olaya Herrera        | Elsa Yanett Mosquera Cabezas        | Partido Conservador                        |
| Ospina               | Alonso Eduardo Rosero               | Partido Liberal                            |
| Francisco Pizarro    | Angel Miro Moreno Montaño           | Partido Liberal                            |
| Policarpa            | Claudia Ines Cabrera Tarazona       | Partido de la U                            |
| Potosí               | Jairo Arley Chamorro Ger            | Polo Democrático Alternativo               |
| Providencia          | Jose Florencio Portillo Asmaza      | Partido de la U                            |
| Puerres              | Jose Enrique Chaves Figueroa        | Partido de la U                            |
| Pupiales             | Fabio Will Gilberto Cardenas Revelo | Partido de la U                            |
| Ricaurte             | Eider Julian Martinez Rosero        | Coalición (Conservador-Liberal-P. de la U) |
| Roberto Payán        | Wisner Rodrigo Ortiz Ortiz          | Partido Liberal                            |
| Samaniego            | Nixon Efrain Andrade Ibarra         | ASI                                        |
| Sandoná              | Byron Andres Zambrano Rosas         | Partido Liberal                            |
| San Bernardo         | Jairo Elias Lasso Diaz              | Partido de la U                            |
| San Lorenzo          | Jader Francisco Gaviria Armero      | ASI                                        |
| San Pablo            | Mario Alberto Trujillo Ceron        | ASI                                        |
| San Pedro de Cartago | Evelio Rosero Riascos               | Partido Conservador                        |
| Santa Bárbara        | José María Estupiñán Toloza         | Partido Liberal                            |
| Santacruz            | Jose Alirio Zambrano Lopez          | AICO                                       |
| Sapuyes              | Carlos Alberto Lima Rodriguez       | Cambio Radical                             |
| Taminango            | Rodrigo Jurado Moreno               | Partido Conservador                        |
| Tangua               | Carlos Emilio Guerrero Guerrero     | Partido de la U                            |
| San Andres de Tumaco | Maria Emilsen Angulo Guevara        | Coalición (Verde-Conservador-Liberal)      |
| Túquerres            | Alvaro Marino Palacios Mora         | Partido de la U                            |
| Yacuanquer           | Libia Jaqueline Castillo Mora       | Cambio Radical                             |

#### Norte de Santander
| Municipio         | Candidato Ganador                    | Partido Ganador                                       |
| ----------------- | ------------------------------------ | ----------------------------------------------------- |
| Cúcuta            | Cesar Omar Rojas Ayala               | Opción Ciudadana                                      |
| Abrego            | Huber Dario Sanchez Ortega           | Partido de la U                                       |
| Arboledas         | Carlos Danilo Esteban Galvis         | Coalición (C. Democrático-Conservador)                |
| Bochalema         | Maria Inmaculada Parada Bermon       | Partido de la U                                       |
| Bucarasica        | Guzman Reyes Lizcano Gonzalez        | Partido Conservador                                   |
| Cácota            | Manuel Isidro Cañas                  | Coalición (Liberal-P. de la U)                        |
| Cachirá           | Henrry Augusto Reyes Acevedo         | Coalición (Conservador-O. Ciudadana)                  |
| Chinácota         | Nubia Rosa Romero Contreras          | Partido de la U                                       |
| Chitagá           | Fredy Orlando Quintero Mogollon      | Coalición (C. Radical-P. de la U)                     |
| Convención        | Hermes Alfonso Garcia Quintero       | Partido Conservador                                   |
| Cucutilla         | Rosendo Ortega Silva                 | Coalición (O. ciudadana-P. de la U)                   |
| Durania           | Marlyn Yohana Marquez Rivera         | Cambio Radical                                        |
| El Carmen         | Edwuin Humberto Contreras Chinchilla | Partido Liberal                                       |
| El Tarra          | Jose De Dios Toro Villegas           | Polo Democrático Alternativo                          |
| El Zulia          | Elkin Caballero Ramirez              | Partido de la U                                       |
| Gramalote         | Jose Tarcisio Celis Rincon           | Partido Conservador                                   |
| Hacarí            | Milciades Pinzon Pinzon              | MAIS                                                  |
| Herrán            | Franio Guillen Orozco Fernandez      | Coalición (C. Democrático-O. ciudadana-GSC)           |
| Labateca          | Evelio Valencia Peñaloza             | Coalición (C. Radical-Liberal-P. de la U)             |
| La Esperanza      | Jaider Navarro Quintero              | Coalición (Verde-C. Radical-O. ciudadana-Conservador) |
| La Playa          | Victor Julio Claro Lozano            | Partido Conservador                                   |
| Los Patios        | Diego Armando Gonzalez Toloza        | Coalición (C. Radical-O. ciudadana-P. de la U)        |
| Lourdes           | Omar Alexander Dumes Montero         | Partido de la U                                       |
| Mutiscua          | Ana Dolorez Solano Mantilla          | Coalición (C. Radical-O .Ciudadana)                   |
| Ocaña             | Miriam Del Socorro Prado Carrascal   | Partido Conservador                                   |
| Pamplona          | Ronald Mauricio Contreras Florez     | Centro Democrático                                    |
| Pamplonita        | Francisco Alexander Contreras Rico   | Partido Conservador                                   |
| Puerto Santander  | Henry Manuel Valero Peinado          | Partido Conservador                                   |
| Ragonvalia        | Neyda Vianey Latorre Castellanos     | Partido Conservador                                   |
| Salazar           | Ronal Felipe Jaimes Pabon            | Partido de la U                                       |
| San Calixto       | Yadil Jose Sanguino Manzano          | Coalición (Verde-UP)                                  |
| San Cayetano      | Luis Javier Agudelo Guerrero         | Coalición (Verde-Conservador-P. de la U)              |
| Santiago          | Nelson Camacho Ortiz                 | Partido Conservador                                   |
| Sardinata         | Yamile Rangel Calderon               | Partido Conservador                                   |
| Silos             | Orlando Portilla Mantilla            | Opción Ciudadana                                      |
| Teorama           | Jesus Leid Montagut Montejo          | Coalición (AICO-Polo)                                 |
| Tibú              | Jesus Alberto Escalante Ascencio     | ASI                                                   |
| Toledo            | Jairo Alberto Castellanos Serrano    | Cambio Radical                                        |
| Villa Caro        | Andelfo Ortiz Mora                   | Opción Ciudadana                                      |
| Villa del Rosario | Pepe Ruiz Paredes                    | AICO                                                  |

#### Putumayo
| Municipio         | Candidato Ganador                 | Partido Ganador                         |
| ----------------- | --------------------------------- | --------------------------------------- |
| Mocoa             | Jose Antonio Castro Melendez      | Coalición (Verde-C. Radical-P. de la U) |
| Colón             | Omar Agusto Gomez Salcedo         | Partido Liberal                         |
| Orito             | Manuel Eduardo Ocoro Carabali     | Partido de la U                         |
| Puerto Asís       | Omar Francis Guevara Jurado       | Partido Liberal                         |
| Puerto Caicedo    | Hugo Adrian Corrales Gallego      | Partido Liberal                         |
| Puerto Guzmán     | Rodrigo Rivera Ramirez            | Alianza Verde                           |
| Leguízamo         | Juan Carlos Paya Torrijos         | MAIS                                    |
| Sibundoy          | Mario Fernando Erazo Luna         | Partido Liberal                         |
| San Francisco     | Jose Luis Suarez Chamorro         | Partido Liberal                         |
| San Miguel        | Regulo Hernan Martinez Jimenez    | Alianza Verde                           |
| Santiago          | Franklin Libardo Benavides Revelo | Partido de la U                         |
| Valle del Guamuez | Luis Fernando Palacios Alomia     | Alianza Verde                           |
| Villagarzón       | Jhon Ever Calderon Valencia       | Partido Liberal                         |

#### Quindio
| Municipio  | Candidato Ganador               | Partido Ganador                       |
| ---------- | ------------------------------- | ------------------------------------- |
| Armenia    | Carlos Mario Alvarez Morales    | Partido Liberal                       |
| Buenavista | Carlos Arturo Vergara Botero    | ASI                                   |
| Calarca    | Yenny Alexandra Trujillo Alzate | Coalición (ASI-GSC)                   |
| Circasia   | Carlos Alberto Duque Naranjo    | Partido Liberal                       |
| Córdoba    | Guillermo Andres Valencia Henao | Coalición (C. Radical-P. de la U)     |
| Filandia   | Jose Roberto Murillo Zapata     | Coalición (Conservador-Liberal)       |
| Génova     | Andres Alberto Campuzano Castro | Cambio Radical                        |
| La Tebaida | Rosa Patricia Buitrago Giraldo  | Partido de la U                       |
| Montenegro | Alvaro Hernandez Gutierrez      | Coalición (C. Radical-P. de la U-GSC) |
| Pijao      | Edinson Aldana Martinez         | ASI                                   |
| Quimbaya   | Jaime Andres Perez Cotrino      | Coalición (C. Radical-P. de la U)     |
| Salento    | Juan Miguel Galvis Bedoya       | Coalición (C. Radical-P. de la U)     |

#### Risaralda
| Municipio           | Candidato Ganador                | Partido Ganador                           |
| ------------------- | -------------------------------- | ----------------------------------------- |
| Pereira             | Juan Pablo Gallo Maya            | Partido Liberal                           |
| Apía                | Jorge Humberto Arboleda Hincapie | Coalición (C. Radical-Liberal-P. de la U) |
| Balboa              | Jorge Ivan Pulgarin Montoya      | Partido Liberal                           |
| Belén de Umbría     | Anibal Gustavo Hoyos Franco      | GSC                                       |
| Dosquebradas        | Fernando Jose Muñoz Duque        | Coalición (Conservador-Liberal)           |
| Guática             | Fredy Alexander Bayer Villegas   | Partido Conservador                       |
| La Celia            | Adrian Serna Marin               | Partido de la U                           |
| La Virginia         | Javier Antonio Ocampo Lopez      | Partido Liberal                           |
| Marsella            | German Dario Gomez Fernandez     | Partido Conservador                       |
| Mistrató            | Francisco Javier Medina Carvajal | MAIS                                      |
| Pueblo Rico         | Ruben Dario Ruiz Acevedo         | Partido Liberal                           |
| Quinchía            | Jorge Alberto Uribe Florez       | Coalición (Liberal-P. de la U)            |
| Santa Rosa de Cabal | Henry Arias Mejia                | Coalición (Conservador-P. de la U)        |
| Santuario           | Everardo Ochoa Pareja            | Partido Conservador                       |

#### San Andrés
| Municipio   | Candidato Ganador             | Partido Ganador |
| ----------- | ----------------------------- | --------------- |
| Providencia | Bernardo Benito Bent Williams | GSC             |

#### Santander
| Municipio              | Candidato Ganador                   | Partido Ganador                                            |
| ---------------------- | ----------------------------------- | ---------------------------------------------------------- |
| Bucaramanga            | Rodolfo Hernandez Suarez            | GSC                                                        |
| Aguada                 | Ramiro Javier Ariza Almanzar        | Partido de la U                                            |
| Albania                | Roberto Arturo Reyes Ortiz          | Coalición (Conservador-Liberal)                            |
| Aratoca                | Pedro Julio Corredor Caceres        | Coalición (C. Democrático-Liberal)                         |
| Barbosa                | Deyanira Ardila Gonzalez            | Partido Conservador                                        |
| Barichara              | Israel Alonso Agon Perez            | Coalición (C. Radical-P. de la U)                          |
| Barrancabermeja        | Dario Echeverri Serrano             | Partido Liberal                                            |
| Betulia                | Jonathan Rodolfo Diaz Quintero      | Coalición (C. Radical-Liberal)                             |
| Bolívar                | Adriano Jerez Quiroga               | Partido Conservador                                        |
| Cabrera                | Carlos Alberto Bautista Useda       | Partido de la U                                            |
| California             | Hugo Arnoldo Lizcano Pulido         | Centro Democrático                                         |
| Capitanejo             | Johnny Pinzon Higuera               | Coalición (O. ciudadana-P. de la U)                        |
| Carcasí                | German Eugenio Jurado               | Coalición (C.Radical-Conservador-P. de la U)               |
| Cepitá                 | Wilson Reynel Rey Quiñonez          | Partido Liberal                                            |
| Cerrito                | Carlos Alberto Romero Ramirez       | Coalición (Verde-O. ciudadana-P. de la U)                  |
| Charalá                | Gil Antonio Mendez Mendez           | Coalición (O. ciudadana-P. de la U)                        |
| Charta                 | Giraldo Solano Toloza               | Cambio Radical                                             |
| Chima                  | Luis Carlos Figueroa Velasquez      | Partido Liberal                                            |
| Chipatá                | Belisario Romero Chavez             | ASI                                                        |
| Cimitarra              | Mario Fernando Pinzon Sierra        | Partido de la U                                            |
| Concepción             | Ruth Vianney Anaya Mendez           | Coalición (AICO-ASI-C. Democrático)                        |
| Confines               | Josué Efrain Gómez Medina           | Coalición (O .ciudadana-Liberal)                           |
| Contratación           | Oriol Plata Hernandez               | Coalición (O. ciudadana-Liberal)                           |
| Coromoro               | Sandra Milena Amaya Gamez           | Coalición (O. ciudadana-Liberal)                           |
| Curití                 | Mario Galvis Ave                    | Partido de la U                                            |
| El Carmen de Chucurí   | Isaias Rueda Rueda                  | Partido de la U                                            |
| El Guacamayo           | Fabio Nel Diaz Castillo             | Partido de la U                                            |
| El Peñón               | Francisco Jesus Cruz Guiza          | Coalición (O. ciudadana-P. de la U)                        |
| El Playón              | Luis Ambrosio Alarcon Lopez         | Coalición (C. Democrático-O. ciudadana-Conservador)        |
| Encino                 | Jairo Niño Montañez                 | Partido de la U                                            |
| Enciso                 | Carlos Humberto Cardenas Bonilla    | Coalición (Conservador-P. de la U)                         |
| Florián                | Alfonso Niño Quitian                | Cambio Radical                                             |
| Floridablanca          | Hector Guillermo Mantilla Rueda     | GSC                                                        |
| Galán                  | Sofia Medina Serrano                | Opción Ciudadana                                           |
| Gambita                | Edilson Salamanca Callejas          | Partido de la U                                            |
| Girón                  | John Abiud Ramirez Barrientos       | Coalición (AICO-Verde-MAIS-Conservador-Liberal-P. de la U) |
| Guaca                  | Jorge Lopez Velasco                 | Partido Liberal                                            |
| Guadalupe              | Libardo Romero Rodriguez            | Coalición (C.Radical-O. Ciudadana)                         |
| Guapotá                | Nelson Enrique Lamus Rios           | Partido Liberal                                            |
| Guavatá                | Leidy Dayanni Pinzon Tovar          | Coalición (Conservador-Liberal-O. Ciudadana)               |
| Güepsa                 | Juan Erneth Ruiz Ruiz               | Partido Liberal                                            |
| Hato                   | Ricaurte Quintero Landinez          | Partido Liberal                                            |
| Jesús María            | Yimer Alexander Carrillo Caranton   | Coalición (O. ciudadana-Liberal)                           |
| Jordán                 | Yohana Muñoz Ruiz                   | Partido de la U                                            |
| La Belleza             | Edwin Rodolfo Tellez Ardila         | Partido de la U                                            |
| Landázuri              | Milton Tellez Hernandez             | Partido Liberal                                            |
| La Paz                 | Hermes Amado Castillo               | Coalición (O. ciudadana-P. de la U)                        |
| Lebríja                | Sergio Alonso Valenzuela Isabella   | Coalición (O. ciudadana-P. de la U)                        |
| Los Santos             | Jaime Arenas Rueda                  | Partido Liberal                                            |
| Macaravita             | Jimmy Noe Gomez Sepulveda           | Partido Conservador                                        |
| Málaga                 | Fredy Arley Caceres Ramirez         | Coalición (C. Radical-O.ciudadana-Liberal)                 |
| Matanza                | Juan Carlos Villabona Maldonado     | Coalición (C. Democrático-C. Radical-Conservador-Liberal)  |
| Mogotes                | Doryam Jovanni Rodriguez Avellaneda | Partido Conservador                                        |
| Molagavita             | William Eduardo Leon Barajas        | Opción Ciudadana                                           |
| Ocamonte               | Cesar Fernando Castillo Melgarejo   | Coalición (Conservador-P. de la U)                         |
| Oiba                   | Carlos Miguel Duran Rangel          | Partido Liberal                                            |
| Onzaga                 | Hernan Eduardo Sanabria Aponte      | Partido de la U                                            |
| Palmar                 | Jose Ignacio Alvarez Martinez       | Coalición (O. ciudadana-Liberal)                           |
| Palmas del Socorro     | Nubia Suarez Velasquez              | Partido Conservador                                        |
| Páramo                 | Jose Angel Rodriguez Plata          | Coalición (ASI-C.Radical)                                  |
| Piedecuesta            | Danny Alexander Ramirez Rojas       | Coalición (ASI-Verde-MAIS-O. ciudadana-Liberal)            |
| Pinchote               | Hector Rodriguez Romero             | Partido de la U                                            |
| Puente Nacional        | Orlando Antonio Niño Mateus         | Partido Conservador                                        |
| Puerto Parra           | Elvinia Zarrazola Gomez             | Opción Ciudadana                                           |
| Puerto Wilches         | Jose Elias Muñoz Perez              | Partido de la U                                            |
| Rionegro               | Wilson Vicente Gonzalez Reyes       | Centro Democrático                                         |
| Sabana de Torres       | Sneyder Augusto Pinilla Alvarez     | Coalición (ASI-Conservador)                                |
| San Andrés             | Julian Mauricio Pedraza Santamaria  | Partido Liberal                                            |
| San Benito             | Hugo Ardila Mateus                  | Coalición (C. Radical-Conservador-Liberal)                 |
| San Gil                | Ariel Fernando Rojas Rodriguez      | Partido de la U                                            |
| San Joaquín            | Sandra Mireya Estupiñan Serrano     | Cambio Radical                                             |
| San José de Miranda    | Belman Gerardo Roa Rodriguez        | Partido de la U                                            |
| San Miguel             | Oscar Ramiro Ortiz Avila            | Cambio Radical                                             |
| San Vicente de Chucurí | Omar Acevedo Ramirez                | Centro Democrático                                         |
| Santa Bárbara          | Marinella Estupiñan Rincon          | Opción Ciudadana                                           |
| Santa Helena del Opón  | Alexis Parra Rodriguez              | Partido de la U                                            |
| Simacota               | Jaime Mauricio Cala Amaya           | Partido de la U                                            |
| Socorro                | Alfonso Lineros Rodriguez           | Opción Ciudadana                                           |
| Suaita                 | Heber Augusto Suarez Pelayo         | Partido de la U                                            |
| Sucre                  | Javier Antonio Rojas Quitian        | Partido Conservador                                        |
| Suratá                 | Ignacio Diaz Medina                 | Coalición (Conservador-P. de la U)                         |
| Tona                   | Carmen Lucero Ramirez Aldana        | Partido Liberal                                            |
| Valle de San José      | Carlos Humberto Silva Becerra       | Coalición (O. ciudadana-Liberal)                           |
| Vélez                  | Leonardo Javier Pico Ortiz          | Partido Liberal                                            |
| Vetas                  | Orlando Rodriguez Ramirez           | Partido Conservador                                        |
| Villanueva             | Lillyam Chaparro Ballesteros        | Partido de la U                                            |
| Zapatoca               | Diana Gisela Prada Herrera          | Partido Conservador                                        |

#### Sucre
| Municipio           | Candidato Ganador                     | Partido Ganador         |
| ------------------- | ------------------------------------- | ----------------------- |
| Sincelejo           | Jacobo Quessep Espinosa               | Coalición (ASI-Liberal) |
| Buenavista          | Salvador Francisco Serpa Teheran      | Partido Liberal         |
| Caimito             | Victor Miguel Ricardo Vega            | Opción Ciudadana        |
| Coloso              | Dager Manrique Paternina Alquerque    | Partido de la U         |
| Corozal             | Andres Rafael Vivero Leon             | Cambio Radical          |
| Coveñas             | Nilson Manuel Navaja Olivares         | Opción Ciudadana        |
| Chalán              | Jaider Antonio Huertas Barreto        | Opción Ciudadana        |
| El Roble            | Jose Francisco Vergara Vergara        | Cambio Radical          |
| Galeras             | Remberto Javier Amell Hernandez       | Partido de la U         |
| Guaranda            | Pablo Jose Rivas Espitia              | Partido Liberal         |
| La Unión            | Armando Fabio Perdomo Monterrosa      | Partido de la U         |
| Los Palmitos        | Fredy De Jesus Rivera Perez           | Partido Liberal         |
| Majagual            | Luis Benito Gomez Martinez            | Cambio Radical          |
| Morroa              | Carlos Olimpo Solano Corena           | Partido de la U         |
| Ovejas              | Mauricio Gabriel Garcia Cohen         | Partido Liberal         |
| Palmito             | Alcides Jose Perez Barrios            | Partido Conservador     |
| Sampués             | Victor Ubaldo Hernandez Montes        | Partido de la U         |
| San Benito Abad     | Agustin Francisco Villarreal Gonzalez | Partido Liberal         |
| San Juan de Betulia | Fernel Antonio Aviles Tovar           | Opción Ciudadana        |
| San Marcos          | Bladimir Eduardo Sierra Ochoa         | Partido Conservador     |
| San Onofre          | Maida Del Carmen Balseiro Lopez       | MAIS                    |
| San Pedro           | Enrrique Carlos Cohen Mendoza         | Partido de la U         |
| San Luis de Sincé   | Lucy Ines Garcia Montes               | Partido Liberal         |
| Sucre               | Milton Miguel Maury Ruz               | Cambio Radical          |
| Santiago de Tolú    | Tulio Clemente Patron Parra           | Partido Liberal         |
| Tolú Viejo          | Hermes Matildo Colon Rocha            | Partido Liberal         |

#### Tolima
| Municipio         | Candidato Ganador                    | Partido Ganador                        |
| ----------------- | ------------------------------------ | -------------------------------------- |
| Ibagué            | Guillermo Alfonso Jaramillo Martinez | MAIS                                   |
| Alpujarra         | Alexander Diaz Martinez              | Coalición (C. Democrático-Conservador) |
| Alvarado          | Pablo Emilio Lopez Trujillo          | Partido Liberal                        |
| Ambalema          | Juan Carlos Chavarro Rojas           | Cambio Radical                         |
| Anzoátegui        | Oscar Fernando Tovar Bernal          | Coalición (O. ciudadana-Conservador)   |
| Armero Guayabal   | Carlos Alfonso Escobar Peña          | Partido Liberal                        |
| Ataco             | Jader Armel Ochoa Mappe              | ASI                                    |
| Cajamarca         | William Hernando Poveda Walteros     | Partido de la U                        |
| Carmen de Apicalá | Emiliano Salcedo Osorio              | Partido Liberal                        |
| Casabianca        | Willian Cardona Orozco               | Coalición (O. ciudadana-P. de la U)    |
| Chaparral         | Humberto Buenaventura Lasso          | Partido Liberal                        |
| Coello            | Ernesto Bernardo Cuero Portela       | Partido de la U                        |
| Coyaima           | Oswaldo Mauricio Alape Arias         | Coalición (C. Radical-Liberal)         |
| Cunday            | Evelio Giron Molina                  | ASI                                    |
| Dolores           | Gelman Betancourt Ramirez            | Partido de la U                        |
| Espinal           | Mauricio Ortiz Monroy                | Cambio Radical                         |
| Falan             | Forney Munevar Monsalve              | Partido Liberal                        |
| Flandes           | Juan Pablo Suarez Medina             | Partido de la U                        |
| Fresno            | Carlos Andres Lopez Chica            | Partido de la U                        |
| Guamo             | Jorge Enrique Mellado Vera           | Cambio Radical                         |
| Herveo            | Nondier Arias                        | Coalición (C. Democrático-Conservador) |
| Honda             | Juan Guillermo Beltran Amortegui     | Cambio Radical                         |
| Icononzo          | Jorge Enrique Garcia Orjuela         | ASI                                    |
| Lérida            | Carolina Hurtado Barrera             | GSC                                    |
| Líbano            | Jose German Castellanos Herrera      | Coalición (C. Radical-Liberal)         |
| Mariquita         | Alejandro Galindo Rincon             | Coalición (C. Radical-Liberal)         |
| Melgar            | Miguel Antonio Parra Pinilla         | Partido de la U                        |
| Murillo           | Martha Cecilia Sanchez Leon          | Partido Conservador                    |
| Natagaima         | Jesus Alberto Manios Urbano          | Partido Liberal                        |
| Ortega            | Benjamin Aponte Bonilla              | Partido Conservador                    |
| Palocabildo       | Hener Eduardo Salinas Martinez       | Partido Conservador                    |
| Piedras           | Pedro Antonio Bocanegra Zabala       | Partido Liberal                        |
| Planadas          | Jose Funor Dussan Garcia             | Coalición (O. ciudadana-P. de la U)    |
| Prado             | Alvaro Gonzalez Murillo              | Partido de la U                        |
| Purificación      | Diego Hernan Murillo Penagos         | Coalición (C. Radical-Conservador)     |
| Rioblanco         | Delcy Esperanza Isaza Buenaventura   | Opción Ciudadana                       |
| Roncesvalles      | Jose Manuel Garcia Sanchez           | Alianza Verde                          |
| Rovira            | David Yoanny Vivas Barragan          | Coalición (ASI-Conservador-P. de la U) |
| Saldaña           | Jorge Lozano Arciniegas              | Coalición (O. ciudadana-Conservador)   |
| San Antonio       | Jose Dayler Lasso Mosquera           | Partido Conservador                    |
| San Luis          | Carlos Fernando Bonilla Lugo         | Partido Conservador                    |
| Santa Isabel      | Jaime Rincon Soto                    | Partido Conservador                    |
| Suárez            | Luis Angel Gomez Lizcano             | Partido Conservador                    |
| Valle de San Juan | Hector Orlando Padilla Barragan      | Partido Conservador                    |
| Venadillo         | Ilber Beltran                        | Partido Liberal                        |
| Villahermosa      | Cesar Augusto Restrepo               | Partido de la U                        |
| Villarrica        | Arley Beltran Diaz                   | Partido Liberal                        |

#### Valle del Cauca
| Municipio           | Candidato Ganador                     | Partido Ganador                           |
| ------------------- | ------------------------------------- | ----------------------------------------- |
| Cali                | Norman Maurice Armitage Cadavid       | GSC                                       |
| Alcalá              | Javier Andres Herrera Hurtado         | Partido de la U                           |
| Andalucía           | Wilson Perez Garcia                   | AICO                                      |
| Ansermanuevo        | Juan Jose Buitrago Valencia           | Partido de la U                           |
| Argelia             | Jaime Alberto Chalarca Yepes          | Partido Conservador                       |
| Bolívar             | Luz Dey Escobar Echeverry             | Partido de la U                           |
| Buenaventura        | Eliecer Arboleda Torres               | Partido de la U                           |
| Guadalajara de Buga | Julian Andres Latorre Herrada         | Coalición (ASI-C .Democrático)            |
| Bugalagrande        | Jorge Eliecer Rojas                   | Partido Liberal                           |
| Caicedonia          | Claudia Marcela Gonzalez Hurtado      | Partido Conservador                       |
| Calima              | Hector Fabio Zapata Arias             | Partido de la U                           |
| Candelaria          | Yonk Jairo Torres                     | Coalición (C. Radical-Liberal-P. de la U) |
| Cartago             | Carlos Andres Londoño Zabala          | ASI                                       |
| Dagua               | Guillermo Leon Giraldo Garcia         | Partido Conservador                       |
| El Águila           | Andres Fernando Herrera Duque         | Partido de la U                           |
| El Cairo            | Jose Ubency Arias Jimenez             | Partido de la U                           |
| El Cerrito          | Severo Reyes Millan                   | Partido Liberal                           |
| El Dovio            | Rodolfo Vidal Astaiza                 | Partido Conservador                       |
| Florida             | Diego Felipe Bustamante Arango        | Partido de la U                           |
| Ginebra             | Jhon Jairo Aragón Becerra             | Partido Liberal                           |
| Guacarí             | Gerardo Salcedo Calero                | Partido Liberal                           |
| Jamundí             | Manuel Santos Carrillo Ochoa          | Partido de la U                           |
| La Cumbre           | Blanca Liliana Montoya Hernandez      | Partido Conservador                       |
| La Unión            | Julian Hernandez Aguirre              | AICO                                      |
| La Victoria         | Marco Aurelio Cardona Ortiz           | AICO                                      |
| Obando              | Oscar Marino Badillo Medina           | Cambio Radical                            |
| Palmira             | Jairo Ortega Samboni                  | Partido de la U                           |
| Pradera             | Henry Devia Prado                     | ASI                                       |
| Restrepo            | Edilson Navia Ortega                  | AICO                                      |
| Riofrío             | Pia Francisco Javier Alvarez Pulgarin | GSC                                       |
| Roldanillo          | Jaime Rios Alvarez                    | ASI                                       |
| San Pedro           | Celimo Bedoya                         | Partido Liberal                           |
| Sevilla             | Freddy Omar Osorio Ramirez            | Coalición (Liberal-P. de la U)            |
| Toro                | Julian Antonio Bedoya Meneses         | Centro Democrático                        |
| Trujillo            | Gustavo Alonso Gonzalez Gallego       | MAIS                                      |
| Tuluá               | Gustavo Adolfo Velez Roman            | MAIS                                      |
| Ulloa               | Martha Lucia Bedoya Patiño            | Partido Conservador                       |
| Versalles           | Diego Fernando Mejia Millan           | Partido de la U                           |
| Vijes               | Diana Carolina Castaño Londoño        | Partido Conservador                       |
| Yotoco              | Nubiola Aristizabal Castaño           | Partido de la U                           |
| Yumbo               | Carlos Alberto Bejarano Castillo      | Partido Liberal                           |
| Zarzal              | Luz Elena Lopez                       | Partido de la U                           |

#### Vaupés
| Municipio | Candidato Ganador              | Partido Ganador |
| --------- | ------------------------------ | --------------- |
| Mitú      | Daniel Bernal Cordoba          | Cambio Radical  |
| Caruru    | Jose Antonio Fandiño Rodriguez | Cambio Radical  |
| Taraira   | Doris Liszet Villegas Chara    | Partido de la U |

#### Vichada
| Municipio      | Candidato Ganador               | Partido Ganador                   |
| -------------- | ------------------------------- | --------------------------------- |
| Puerto Carreño | Marcos Perez Jimenez            | Centro Democrático                |
| La Primavera   | Luis Aldo Silva Perez           | Coalición (C. Radical-P. de la U) |
| Santa Rosalía  | William Enrique Santana Tarache | Coalición (C. Radical-P. de la U) |
| Cumaribo       | Hermenegildo Beltran Sosa       | Partido Liberal                   |

## Asamblea Departamental
| Partido                        | Votos                | %          | Curules |
| ------------------------------ | -------------------- | ---------- | ------- |
| Partido de Unidad Nacional     | 2.340.098            | 16,48      | 89      |
| Partido Liberal Colombiano     | 2.178.935            | 15,34      | 84      |
| Partido Cambio Radical         | 1.727.418            | 12,16      | 64      |
| Partido Conservador Colombiano | 1.822.671            | 12,83      | 58      |
| Partido Centro Democrático     | 1.237.293            | 11,66      | 33      |
| Partido Alianza Verde          | 896.883              | 6,31       | 29      |
| Polo Democrático Alternativo   | 418.327              | 2,94       | 9       |
| Votos blancos                  | Votos blancos        | 1.889.119  | 14,72   |
| Votos nulos                    | Votos nulos          | 818.192    | 4,77    |
| Tarjetas no marcadas           | Tarjetas no marcadas | 1.981.119  | 4,65    |
| Total votos                    | Total votos          | 16.995.677 | 100,00  |

## Concejo Municipal
| Partido                        | Votos         | %         | Curules |
| ------------------------------ | ------------- | --------- | ------- |
| Partido Liberal Colombiano     | 888.491       | 15,97     | 480     |
| Partido Conservador Colombiano | 773.003       | 7,92%     | 428     |
| Partido de Unidad Nacional     | 737.482       | 12,35%    | 426     |
| Partido Cambio Radical         | 900.996       | 7,21%     | 340     |
| Partido Centro Democrático     | 619.895       | 9,83%     | 146     |
| Partido Alianza Verde          | 516.881       | 8,84%     | 135     |
| Alianza Social Independiente   | 232.637       | 5,09%     | 138     |
| Partido Opción Ciudadana       | 226.545       | 5,09%     | 140     |
| Polo Democrático Alternativo   | 338.201       | 5,09%     | 29      |
| Votos blancos                  | Votos blancos | 615.607   | --      |
| Votos nulos                    | Votos nulos   | 342.006   | --      |
| Votos válidos                  | Votos válidos | 6.502.973 | --      |
| Total votos                    | Total votos   | 7.186.411 | 100 %   |